# Світовий Тур ATP 2018
Світовий Тур ATP 2018 - всесвітній елітний професійний цикл тенісних турнірів, організований Асоціацією тенісистів-професіоналів як частина тенісного сезону 2018 року. У 2018 році календар включає турніри Великого шолома (проводяться Міжнародною федерацією тенісу (ITF)), турніри серії Мастерс, турніри категорій 500 і 250. Також до Туру входять Кубок Девіса (організований ITF) та Фінал Світового Туру ATP. Крім того, до офіційного переліку турнірів входить Кубок Гопмана, за який очки учасникам не нараховуються.

## Розклад
Нижче наведено повний розклад турнірів на 2018 рік, включаючи перелік тенісистів, які дійшли на турнірах щонайменше до чвертьфіналу.
Легенда
| Турніри Великого шолома       |
| Фінал Світового Туру ATP      |
| Світовий Тур ATP Мастерс 1000 |
| Світовий Тур ATP 500          |
| Світовий Тур ATP 250          |
| Командні змагання             |

### Січень
| Тиждень           | Турнір | Чемпіони | Фіналісти | Півфіналісти                                           | Чвертьфіналісти                                                    |
| ----------------- | --- | --- | --- | ------------------------------------------------------ | ------------------------------------------------------------------ |
| 1 січня           | Hopman Cup Перт, Австралія ITF Mixed Team Championships Тверде (i) – 8 teams (RR) | Швейцарія · 2–1 | Німеччина | Круговий турнір (Група A) Бельгія · Австралія · Канада | Круговий турнір (Група B) Сполучені Штати Америки · Росія · Японія |
| 1 січня           | Qatar Open Доха, Катар ATP World Tour 250 $1,386,665 – Тверде – 32S/16Q/16D Одиночний розряд – Парний розряд | Гаель Монфіс 6–2, 6–3 | Андрій Рубльов                                                                                                | Домінік Тім Гідо Пелья                                 | Стефанос Ціціпас Петер Гойовчик Мірза Башич Борна Чорич            |
| 1 січня           | Qatar Open Доха, Катар ATP World Tour 250 $1,386,665 – Тверде – 32S/16Q/16D Одиночний розряд – Парний розряд | Олівер Марах Мате Павич 6–2, 7–6(8–6) | Джеймі Маррей Бруно Соарес                                                                                    | Домінік Тім Гідо Пелья                                 | Стефанос Ціціпас Петер Гойовчик Мірза Башич Борна Чорич            |
| 1 січня           | Maharashtra Open Пуне, Індія ATP World Tour 250 $561,345 – Тверде – 28S/16Q/16D Одиночний розряд – Парний розряд | Жиль Сімон 7–6(7–4), 6–2 | Кевін Андерсон                                                                                                | Марин Чилич Бенуа Пер                                  | П'єр-Юг Ербер Ricardo Ojeda Lara Робін Гаасе Михайло Кукушкін      |
| 1 січня           | Maharashtra Open Пуне, Індія ATP World Tour 250 $561,345 – Тверде – 28S/16Q/16D Одиночний розряд – Парний розряд | Робін Гаасе Матве Мідделкоп 7–6(7–5), 7–6(7–5) | П'єр-Юг Ербер Жиль Сімон                                                                                      | Марин Чилич Бенуа Пер                                  | П'єр-Юг Ербер Ricardo Ojeda Lara Робін Гаасе Михайло Кукушкін      |
| 1 січня           | Brisbane International Брисбен, Австралія ATP World Tour 250 $528,910 – Тверде – 28S/16Q/16D Одиночний розряд – Парний розряд | Нік Киріос 6–4, 6–2 | Раян Гаррісон                                                                                                 | Григор Димитров Алекс де Мінор                         | Кайл Едмунд Олександр Долгополов Майкл Ммо Денис Істомін           |
| 1 січня           | Brisbane International Брисбен, Австралія ATP World Tour 250 $528,910 – Тверде – 28S/16Q/16D Одиночний розряд – Парний розряд | Генрі Контінен Джон Пірс (тенісист) 3–6, 6–3, [10–2] | Леонардо Маєр Орасіо Себальйос                                                                                | Григор Димитров Алекс де Мінор                         | Кайл Едмунд Олександр Долгополов Майкл Ммо Денис Істомін           |
| 8 січня           | ASB Classic Окленд (Нова Зеландія), Нова Зеландія ATP World Tour 250 $561,345 – Тверде – 28S/16Q/16D Одиночний розряд – Парний розряд | Роберто Баутіста Аґут 6–1, 4–6, 7–5 | Хуан Мартін дель Потро                                                                                        | Робін Гаасе Давид Феррер                               | Петер Гойовчик Їржі Веселий Чон Хьон Карен Хачанов                 |
| 8 січня           | ASB Classic Окленд (Нова Зеландія), Нова Зеландія ATP World Tour 250 $561,345 – Тверде – 28S/16Q/16D Одиночний розряд – Парний розряд | Олівер Марах Мате Павич 6–4, 5–7, [10–7] | Максим Мирний Філіпп Освальд                                                                                  | Робін Гаасе Давид Феррер                               | Петер Гойовчик Їржі Веселий Чон Хьон Карен Хачанов                 |
| 8 січня           | Sydney International Сідней, Австралія ATP World Tour 250 $528,910 – Тверде – 28S/16Q/16D Одиночний розряд – Парний розряд | Данило Медведєв 1–6, 6–4, 7–5 | Алекс де Мінор                                                                                                | Фабіо Фоніні Бенуа Пер                                 | Паоло Лоренці Адріан Маннаріно Фелісіано Лопес Жіль Мюллер         |
| 8 січня           | Sydney International Сідней, Австралія ATP World Tour 250 $528,910 – Тверде – 28S/16Q/16D Одиночний розряд – Парний розряд | Лукаш Кубот Марсело Мело 6–3, 6–4 | Ян-Леннард Штруфф Віктор Троїцький                                                                            | Фабіо Фоніні Бенуа Пер                                 | Паоло Лоренці Адріан Маннаріно Фелісіано Лопес Жіль Мюллер         |
| 15 січня 22 січня | Відкритий чемпіонат Австралії з тенісу Мельбурн, Австралія Grand Slam A$25,396,000 – Тверде 128S/128Q/64D/32X Одиночний розряд – Парний розряд – Мікст | Роджер Федерер 6–2, 6–7(5–7), 6–3, 3–6, 6–1 | Марин Чилич                                                                                                   | Кайл Едмунд Чон Хьон                                   | Рафаель Надаль Григор Димитров Тенніс Сендгрен Томаш Бердих        |
| 15 січня 22 січня | Відкритий чемпіонат Австралії з тенісу Мельбурн, Австралія Grand Slam A$25,396,000 – Тверде 128S/128Q/64D/32X Одиночний розряд – Парний розряд – Мікст | Олівер Марах Мате Павич 6–4, 6–4 | Хуан Себастьян Кабаль Роберт Фара                                                                             | Кайл Едмунд Чон Хьон                                   | Рафаель Надаль Григор Димитров Тенніс Сендгрен Томаш Бердих        |
| 15 січня 22 січня | Відкритий чемпіонат Австралії з тенісу Мельбурн, Австралія Grand Slam A$25,396,000 – Тверде 128S/128Q/64D/32X Одиночний розряд – Парний розряд – Мікст | Габріела Дабровскі Мате Павич 2–6, 6–4, [11–9] | Тімеа Бабош Роган Бопанна                                                                                     | Кайл Едмунд Чон Хьон                                   | Рафаель Надаль Григор Димитров Тенніс Сендгрен Томаш Бердих        |
| 29 січня          | Davis Cup First Round Альбервіль, Франція – Тверде (i) Моріока, Японія – Тверде (i) Марбелья, Іспанія – Ґрунт Брисбен, Австралія – Тверде Нур-Султан, Казахстан – Тверде (i) Осієк, Хорватія – Ґрунт (i) Ниш, Сербія – Ґрунт (i) Льєж, Бельгія – Тверде (i) | First-round winners Франція 3–1 · Італія 3–1 · Іспанія 3–1 · Німеччина 3–1 · Казахстан 4–1 · Хорватія 3–1 · Сполучені Штати Америки 3–1 · Бельгія 3–2 · | First-round losers Нідерланди · Японія · Велика Британія · Австралія · Швейцарія · Канада · Сербія · Угорщина |                                                        |                                                                    |

### Лютий
| Тиждень   | Турнір | Чемпіони                                              | Фіналісти                         | Півфіналісти                      | Чвертьфіналісти                                                                |
| --------- | --- | ----------------------------------------------------- | --------------------------------- | --------------------------------- | ------------------------------------------------------------------------------ |
| 5 лютого  | Open Sud de France Монпельє, Франція ATP World Tour 250 €561,345 – Тверде (i) – 28S/16Q/16D Одиночний розряд – Парний розряд        | Люка Пуй 7–6(7–2), 6–4                                | Рішар Гаске                       | Давід Ґоффен Жо-Вілфрід Тсонга    | Карен Хачанов Дамір Джумхур Андрій Рубльов Бенуа Пер                           |
| 5 лютого  | Open Sud de France Монпельє, Франція ATP World Tour 250 €561,345 – Тверде (i) – 28S/16Q/16D Одиночний розряд – Парний розряд        | Кен Скупскі Ніл Скупскі 7–6(7–2), 6–4                 | Бен Маклахлан Юго Нис             | Давід Ґоффен Жо-Вілфрід Тсонга    | Карен Хачанов Дамір Джумхур Андрій Рубльов Бенуа Пер                           |
| 5 лютого  | Sofia Open Софія, Болгарія ATP World Tour 250 €561,345 – Тверде (i) – 28S/16Q/16D Одиночний розряд – Парний розряд                  | Мірза Башич 7–6(8–6), 6–7(4–7), 6–4                   | Маріус Копіл                      | Стен Вавринка Йозеф Ковалік       | Віктор Троїцький Максіміліан Мартерер Жіль Мюллер Маркос Багдатіс              |
| 5 лютого  | Sofia Open Софія, Болгарія ATP World Tour 250 €561,345 – Тверде (i) – 28S/16Q/16D Одиночний розряд – Парний розряд                  | Робін Гаасе Матве Мідделкоп 5–7, 6–4, [10–4]          | Нікола Мектич Александер Пея      | Стен Вавринка Йозеф Ковалік       | Віктор Троїцький Максіміліан Мартерер Жіль Мюллер Маркос Багдатіс              |
| 5 лютого  | Ecuador Open Кіто, Еквадор ATP World Tour 250 $561,345 – Ґрунт (red) – 28S/16Q/16D Одиночний розряд – Парний розряд                 | Роберто Карбальєс-Баена 6–3, 4–6, 6–4                 | Альберт Рамос Віньолас            | Андрей Мартін Тьяго Монтейро      | Корентен Муте Ніколас Джаррі Гаель Монфіс Геральд Мельцер                      |
| 5 лютого  | Ecuador Open Кіто, Еквадор ATP World Tour 250 $561,345 – Ґрунт (red) – 28S/16Q/16D Одиночний розряд – Парний розряд                 | Ніколас Джаррі Ганс Подліпнік Кастільйо 7–6(8–6), 6–3 | Остін Крайчек Джексон Вітроу      | Андрей Мартін Тьяго Монтейро      | Корентен Муте Ніколас Джаррі Гаель Монфіс Геральд Мельцер                      |
| 12 лютого | Rotterdam Open Роттердам, Нідерланди ATP World Tour 500 €1,996,245 – Тверде (i) – 32S/16Q/16D/4Q Одиночний розряд – Парний розряд   | Роджер Федерер 6–2, 6–2                               | Григор Димитров                   | Андреас Сеппі Давід Ґоффен        | Робін Гаасе Данило Медведєв Томаш Бердих Андрій Рубльов                        |
| 12 лютого | Rotterdam Open Роттердам, Нідерланди ATP World Tour 500 €1,996,245 – Тверде (i) – 32S/16Q/16D/4Q Одиночний розряд – Парний розряд   | П'єр-Юг Ербер Ніколя Маю 2–6, 6–2, [10–7]             | Олівер Марах Мате Павич           | Андреас Сеппі Давід Ґоффен        | Робін Гаасе Данило Медведєв Томаш Бердих Андрій Рубльов                        |
| 12 лютого | New York Open Юніондейл (Нью-Йорк), США ATP World Tour 250 $748,450 – Тверде (i) – 28S/16Q/16D Одиночний розряд – Парний розряд     | Кевін Андерсон 4–6, 6–3, 7–6(7–1)                     | Сем Кверрі                        | Нішікорі Кеі Адріан Маннаріно     | Френсіс Тіафо Раду Албот Адріан Менендес Масейрас Іво Карлович                 |
| 12 лютого | New York Open Юніондейл (Нью-Йорк), США ATP World Tour 250 $748,450 – Тверде (i) – 28S/16Q/16D Одиночний розряд – Парний розряд     | Максим Мирний Філіпп Освальд 6–4, 4–6, [10–6]         | Веслі Колгоф Артем Сітак          | Нішікорі Кеі Адріан Маннаріно     | Френсіс Тіафо Раду Албот Адріан Менендес Масейрас Іво Карлович                 |
| 12 лютого | Argentina Open Буенос-Айрес, Аргентина ATP World Tour 250 $648,180 – Ґрунт (red) – 28S/16Q/16D Одиночний розряд – Парний розряд     | Домінік Тім 6–2, 6–4                                  | Аляж Бедене                       | Гаель Монфіс Федеріко Дельбоніс   | Гідо Пелья Леонардо Маєр Дієго Шварцман Гільєрмо Гарсія-Лопес                  |
| 12 лютого | Argentina Open Буенос-Айрес, Аргентина ATP World Tour 250 $648,180 – Ґрунт (red) – 28S/16Q/16D Одиночний розряд – Парний розряд     | Андрес Мольтені Орасіо Себальйос 6–3, 5–7, [10–3]     | Хуан Себастьян Кабаль Роберт Фара | Гаель Монфіс Федеріко Дельбоніс   | Гідо Пелья Леонардо Маєр Дієго Шварцман Гільєрмо Гарсія-Лопес                  |
| 19 лютого | Rio Open Ріо-де-Жанейро, Бразилія ATP World Tour 500 $1,842,475 – Ґрунт (red) – 32S/16Q/16D/4Q Одиночний розряд – Парний розряд     | Дієго Шварцман 6–2, 6–3                               | Фернандо Вердаско                 | Ніколас Джаррі Фабіо Фоніні       | Гаель Монфіс Пабло Куевас Аляж Бедене Домінік Тім                              |
| 19 лютого | Rio Open Ріо-де-Жанейро, Бразилія ATP World Tour 500 $1,842,475 – Ґрунт (red) – 32S/16Q/16D/4Q Одиночний розряд – Парний розряд     | Давід Марреро Фернандо Вердаско 5–7, 7–5, [10–8]      | Нікола Мектич Александер Пея      | Ніколас Джаррі Фабіо Фоніні       | Гаель Монфіс Пабло Куевас Аляж Бедене Домінік Тім                              |
| 19 лютого | Open 13 Марсель, Франція ATP World Tour 250 €718,810 – Тверде (i) – 28S/16Q/16D Одиночний розряд – Парний розряд                    | Карен Хачанов 7–5, 3–6, 7–5                           | Люка Пуй                          | Томаш Бердих Ілля Івашко          | Жульєн Беннето Дамір Джумхур Філіп Країнович Ніколя Маю                        |
| 19 лютого | Open 13 Марсель, Франція ATP World Tour 250 €718,810 – Тверде (i) – 28S/16Q/16D Одиночний розряд – Парний розряд                    | Равен Класен Майкл Вінус 6–7(2–7), 6–3, [10–4]        | Маркус Даніелл Домінік Інглот     | Томаш Бердих Ілля Івашко          | Жульєн Беннето Дамір Джумхур Філіп Країнович Ніколя Маю                        |
| 19 лютого | Delray Beach Open Делрей-Біч, США ATP World Tour 250 $622,675 – Тверде – 32S/16Q/16D Одиночний розряд – Парний розряд               | Френсіс Тіафо 6–1, 6–4                                | Петер Гойовчик                    | Стів Джонсон Денис Шаповалов      | Рейллі Опелка Євген Донской Тейлор Фріц Чон Хьон                               |
| 19 лютого | Delray Beach Open Делрей-Біч, США ATP World Tour 250 $622,675 – Тверде – 32S/16Q/16D Одиночний розряд – Парний розряд               | Джек Сок Джексон Вітроу 4–6, 6–4, [10–8]              | Ніколас Монро Джон-Патрік Сміт    | Стів Джонсон Денис Шаповалов      | Рейллі Опелка Євген Донской Тейлор Фріц Чон Хьон                               |
| 26 лютого | Dubai Tennis Championships Дубай, ОАЕ ATP World Tour 500 $3,057,135 – Тверде – 32S/16Q/16D/4Q Одиночний розряд – Парний розряд      | Роберто Баутіста Аґут 6–3, 6–4                        | Люка Пуй                          | Малік Джазірі Філіп Країнович     | Стефанос Ціціпас Борна Чорич Євген Донской Суґіта Юіті                         |
| 26 лютого | Dubai Tennis Championships Дубай, ОАЕ ATP World Tour 500 $3,057,135 – Тверде – 32S/16Q/16D/4Q Одиночний розряд – Парний розряд      | Жан-Жульєн Роєр Горія Текеу 6–2, 7–6(7–2)             | Джеймс Серретані Леандер Паес     | Малік Джазірі Філіп Країнович     | Стефанос Ціціпас Борна Чорич Євген Донской Суґіта Юіті                         |
| 26 лютого | Abierto Mexicano Telcel Акапулько, Мексика ATP World Tour 500 $1,789,445 – Тверде – 32S/16Q/16D/4Q Одиночний розряд – Парний розряд | Хуан Мартін дель Потро 6–4, 6–4                       | Кевін Андерсон                    | Джаред Доналдсон Александр Зверєв | Фелісіано Лопес Чон Хьон Домінік Тім Раян Гаррісон                             |
| 26 лютого | Abierto Mexicano Telcel Акапулько, Мексика ATP World Tour 500 $1,789,445 – Тверде – 32S/16Q/16D/4Q Одиночний розряд – Парний розряд | Джеймі Маррей Бруно Соарес 7–6(7–4), 7–5              | Боб Браян Майк Браян              | Джаред Доналдсон Александр Зверєв | Фелісіано Лопес Чон Хьон Домінік Тім Раян Гаррісон                             |
| 26 лютого | Brasil Open Сан-Паулу, Бразилія ATP World Tour 250 $582,870 – Ґрунт (red) (i) – 28S/16Q/16D Одиночний розряд – Парний розряд        | Фабіо Фоніні 1–6, 6–1, 6–4                            | Ніколас Джаррі                    | Орасіо Себальйос Пабло Куевас     | Альберт Рамос Віньолас Рожеріу Дутра Сілва Леонардо Маєр Гільєрмо Гарсія-Лопес |
| 26 лютого | Brasil Open Сан-Паулу, Бразилія ATP World Tour 250 $582,870 – Ґрунт (red) (i) – 28S/16Q/16D Одиночний розряд – Парний розряд        | Федеріко Дельбоніс Максімо Гонсалес 6–4, 6–2          | Веслі Колгоф Артем Сітак          | Орасіо Себальйос Пабло Куевас     | Альберт Рамос Віньолас Рожеріу Дутра Сілва Леонардо Маєр Гільєрмо Гарсія-Лопес |

### Березень
| Тиждень               | Турнір | Чемпіони                                        | Фіналісти                    | Півфіналісти                                | Чвертьфіналісти                                       |
| --------------------- | --- | ----------------------------------------------- | ---------------------------- | ------------------------------------------- | ----------------------------------------------------- |
| 5 березня 12 березня  | BNP Paribas Open Індіан-Веллс (Каліфорнія), США ATP World Tour Masters 1000 $8,909,960 – Тверде – 96S/48Q/32D Одиночний розряд – Парний розряд | Хуан Мартін дель Потро 6–4, 6–7(8–10), 7–6(7–2) | Роджер Федерер               | Борна Чорич Милош Раонич                    | Чон Хьон Кевін Андерсон Сем Кверрі Філіпп Кольшрайбер |
| 5 березня 12 березня  | BNP Paribas Open Індіан-Веллс (Каліфорнія), США ATP World Tour Masters 1000 $8,909,960 – Тверде – 96S/48Q/32D Одиночний розряд – Парний розряд | Джон Ізнер Джек Сок 7–6(7–4), 7–6(7–2)          | Боб Браян Майк Браян         | Борна Чорич Милош Раонич                    | Чон Хьон Кевін Андерсон Сем Кверрі Філіпп Кольшрайбер |
| 19 березня 26 березня | Miami Open Кі-Біскейн (Флорида), США ATP World Tour Masters 1000 $8,909,960 – Тверде – 96S/48Q/32D Одиночний розряд – Парний розряд            | Джон Ізнер 6–7(4–7), 6–4, 6–4                   | Александр Зверєв             | Пабло Карреньо Буста Хуан Мартін дель Потро | Кевін Андерсон Борна Чорич Милош Раонич Чон Хьон      |
| 19 березня 26 березня | Miami Open Кі-Біскейн (Флорида), США ATP World Tour Masters 1000 $8,909,960 – Тверде – 96S/48Q/32D Одиночний розряд – Парний розряд            | Боб Браян Майк Браян 4–6, 7–6(7–5), [10–4]      | Карен Хачанов Андрій Рубльов | Пабло Карреньо Буста Хуан Мартін дель Потро | Кевін Андерсон Борна Чорич Милош Раонич Чон Хьон      |

### Квітень
| Тиждень   | Турнір | Чемпіони                                                                                           | Фіналісти                                                         | Півфіналісти                          | Чвертьфіналісти                                                      |
| --------- | --- | -------------------------------------------------------------------------------------------------- | ----------------------------------------------------------------- | ------------------------------------- | -------------------------------------------------------------------- |
| 2 квітня  | Davis Cup Quarterfinals Генуя, Італія – Ґрунт Валенсія, Іспанія – Ґрунт Вараждин, Хорватія – Ґрунт (i) Нашвілл, США – Тверде (i)                       | Перемогли у чвертьфіналах Франція 3–1 · Іспанія 3–2 · Хорватія 3–1 · Сполучені Штати Америки 4–0 · | Програли у чвертьфіналах Італія · Німеччина · Казахстан · Бельгія |                                       |                                                                      |
| 9 квітня  | U.S. Men's Clay Court Championships Х'юстон, США ATP World Tour 250 $623,710 – Ґрунт (red) – 28S/16Q/16D Одиночний розряд – Парний розряд              | Стів Джонсон 7–6(7–2), 2–6, 6–4                                                                    | Тенніс Сендгрен                                                   | Тейлор Фріц Іво Карлович              | Джон Ізнер Джек Сок Нік Киріос Гідо Пелья                            |
| 9 квітня  | U.S. Men's Clay Court Championships Х'юстон, США ATP World Tour 250 $623,710 – Ґрунт (red) – 28S/16Q/16D Одиночний розряд – Парний розряд              | Максим Мирний Філіпп Освальд 6–7(2–7), 6–4, [11–9]                                                 | Андре Бегеманн Антоніо Шанчич                                     | Тейлор Фріц Іво Карлович              | Джон Ізнер Джек Сок Нік Киріос Гідо Пелья                            |
| 9 квітня  | Grand Prix Hassan II Марракеш, Марокко ATP World Tour 250 €561,345 – Ґрунт (red) – 32S/16Q/16D Одиночний розряд – Парний розряд                        | Пабло Андухар 6–2, 6–2                                                                             | Кайл Едмунд                                                       | Жуан Соуза Рішар Гаске                | Олексій Ватутін Ніколоз Басілашвілі Жиль Сімон Малік Джазірі         |
| 9 квітня  | Grand Prix Hassan II Марракеш, Марокко ATP World Tour 250 €561,345 – Ґрунт (red) – 32S/16Q/16D Одиночний розряд – Парний розряд                        | Нікола Мектич Александер Пея 7–5, 3–6, [10–7]                                                      | Бенуа Пер Едуар Роже-Васслен                                      | Жуан Соуза Рішар Гаске                | Олексій Ватутін Ніколоз Басілашвілі Жиль Сімон Малік Джазірі         |
| 16 квітня | Monte-Carlo Masters Рокбрюн-Кап-Мартен, Франція ATP World Tour Masters 1000 €5,238,735 – Ґрунт (red) – 56S/28Q/24D Одиночний розряд – Парний розряд    | Рафаель Надаль 6–3, 6–2                                                                            | Нішікорі Кеі                                                      | Григор Димитров Александр Зверєв      | Домінік Тім Давід Ґоффен Рішар Гаске Марин Чилич                     |
| 16 квітня | Monte-Carlo Masters Рокбрюн-Кап-Мартен, Франція ATP World Tour Masters 1000 €5,238,735 – Ґрунт (red) – 56S/28Q/24D Одиночний розряд – Парний розряд    | Боб Браян Майк Браян 7–6(7–5), 6–3                                                                 | Олівер Марах Мате Павич                                           | Григор Димитров Александр Зверєв      | Домінік Тім Давід Ґоффен Рішар Гаске Марин Чилич                     |
| 23 квітня | Barcelona Open Барселона, Іспанія ATP World Tour 500 €2,794,220 – Ґрунт (red) – 48S/24Q/16D/4Q Одиночний розряд – Парний розряд                        | Рафаель Надаль 6–2, 6–1                                                                            | Стефанос Ціціпас                                                  | Давід Ґоффен Пабло Карреньо Буста     | Мартін Кліжан Роберто Баутіста Аґут Домінік Тім Григор Димитров      |
| 23 квітня | Barcelona Open Барселона, Іспанія ATP World Tour 500 €2,794,220 – Ґрунт (red) – 48S/24Q/16D/4Q Одиночний розряд – Парний розряд                        | Фелісіано Лопес Марк Лопес Таррес 7–6(7–5), 6–4                                                    | Айсам-уль-Хак Куреші Жан-Жульєн Роєр                              | Давід Ґоффен Пабло Карреньо Буста     | Мартін Кліжан Роберто Баутіста Аґут Домінік Тім Григор Димитров      |
| 23 квітня | Hungarian Open Будапешт, Угорщина ATP World Tour 250 €561,345 – Ґрунт (red) – 28S/16Q/16D Одиночний розряд – Парний розряд                             | Марко Чеккінато 7–5, 6–4                                                                           | Джон Міллман                                                      | Аляж Бедене Андреас Сеппі             | Яннік Маден Лоренцо Сонего Ніколоз Басілашвілі Ян-Леннард Штруфф     |
| 23 квітня | Hungarian Open Будапешт, Угорщина ATP World Tour 250 €561,345 – Ґрунт (red) – 28S/16Q/16D Одиночний розряд – Парний розряд                             | Домінік Інглот Франко Шкугор 6–7(8–10), 6–1, [10–8]                                                | Матве Мідделкоп Андрес Мольтені                                   | Аляж Бедене Андреас Сеппі             | Яннік Маден Лоренцо Сонего Ніколоз Басілашвілі Ян-Леннард Штруфф     |
| 30 квітня | Estoril Open Кашкайш, Португалія ATP World Tour 250 €561,345 – Ґрунт (red) – 28S/16Q/16D Одиночний розряд – Парний розряд                              | Жуан Соуза 6–4, 6–4                                                                                | Френсіс Тіафо                                                     | Стефанос Ціціпас Пабло Карреньо Буста | Роберто Карбальєс-Баена Кайл Едмунд Сімоне Болеллі Ніколас Джаррі    |
| 30 квітня | Estoril Open Кашкайш, Португалія ATP World Tour 250 €561,345 – Ґрунт (red) – 28S/16Q/16D Одиночний розряд – Парний розряд                              | Кайл Едмунд Кемерон Норрі 6–4, 6–2                                                                 | Веслі Колгоф Артем Сітак                                          | Стефанос Ціціпас Пабло Карреньо Буста | Роберто Карбальєс-Баена Кайл Едмунд Сімоне Болеллі Ніколас Джаррі    |
| 30 квітня | Bavarian International Tennis Championships Мюнхен, Німеччина ATP World Tour 250 €561,345 – Ґрунт (red) – 28S/16Q/16D Одиночний розряд – Парний розряд | Александр Зверєв 6–3, 6–3                                                                          | Філіпп Кольшрайбер                                                | Чон Хьон Максіміліан Мартерер         | Ян-Леннард Штруфф Мартін Кліжан Мартон Фучович Роберто Баутіста Аґут |
| 30 квітня | Bavarian International Tennis Championships Мюнхен, Німеччина ATP World Tour 250 €561,345 – Ґрунт (red) – 28S/16Q/16D Одиночний розряд – Парний розряд | Іван Додіг Ражів Рам 6–3, 7–5                                                                      | Нікола Мектич Александер Пея                                      | Чон Хьон Максіміліан Мартерер         | Ян-Леннард Штруфф Мартін Кліжан Мартон Фучович Роберто Баутіста Аґут |
| 30 квітня | Istanbul Open Стамбул, Туреччина ATP World Tour 250 €486,145 – Ґрунт (red) – 28S/16Q/16D Одиночний розряд – Парний розряд                              | Даніель Таро 7–6(7–4), 6–4                                                                         | Малік Джазірі                                                     | Ласло Дьєр Жеремі Шарді               | Їржі Веселий Паоло Лоренці Рожеріу Дутра Сілва Томас Фаббіано        |
| 30 квітня | Istanbul Open Стамбул, Туреччина ATP World Tour 250 €486,145 – Ґрунт (red) – 28S/16Q/16D Одиночний розряд – Парний розряд                              | Домінік Інглот Роберт Ліндстедт 3–6, 6–3, [10–8]                                                   | Бен Маклахлан Ніколас Монро                                       | Ласло Дьєр Жеремі Шарді               | Їржі Веселий Паоло Лоренці Рожеріу Дутра Сілва Томас Фаббіано        |

### Травень
| Тиждень            | Турнір | Чемпіони                                           | Фіналісти                       | Півфіналісти                           | Чвертьфіналісти                                               |
| ------------------ | --- | -------------------------------------------------- | ------------------------------- | -------------------------------------- | ------------------------------------------------------------- |
| 7 травня           | Mutua Madrid Open Мадрид, Іспанія ATP World Tour Masters 1000 €7,190,930 – Ґрунт (red) – 56S/28Q/24D Одиночний розряд – Парний розряд               | Александр Зверєв 6–4, 6–4                          | Домінік Тім                     | Кевін Андерсон Денис Шаповалов         | Рафаель Надаль Душан Лайович Кайл Едмунд Джон Ізнер           |
| 7 травня           | Mutua Madrid Open Мадрид, Іспанія ATP World Tour Masters 1000 €7,190,930 – Ґрунт (red) – 56S/28Q/24D Одиночний розряд – Парний розряд               | Нікола Мектич Александер Пея 5–3 ret.              | Боб Браян Майк Браян            | Кевін Андерсон Денис Шаповалов         | Рафаель Надаль Душан Лайович Кайл Едмунд Джон Ізнер           |
| 14 травня          | Italian Open 2018 (теніс) Rome, Італія ATP World Tour Masters 1000 €5,444,985 – Ґрунт (red) – 56S/28Q/24D Одиночний розряд – Парний розряд          | Рафаель Надаль 6–1, 1–6, 6–3                       | Александр Зверєв                | Новак Джокович Марин Чилич             | Фабіо Фоніні Нішікорі Кеі Пабло Карреньо Буста Давід Ґоффен   |
| 14 травня          | Italian Open 2018 (теніс) Rome, Італія ATP World Tour Masters 1000 €5,444,985 – Ґрунт (red) – 56S/28Q/24D Одиночний розряд – Парний розряд          | Хуан Себастьян Кабаль Роберт Фара 3–6, 6–4, [10–4] | Пабло Карреньо Буста Жуан Соуза | Новак Джокович Марин Чилич             | Фабіо Фоніні Нішікорі Кеі Пабло Карреньо Буста Давід Ґоффен   |
| 21 травня          | Geneva Open Женева, Швейцарія ATP World Tour 250 €561,345 – Ґрунт (red) – 28S/16Q/16D Одиночний розряд – Парний розряд                              | Мартон Фучович 6–2, 6–2                            | Петер Гойовчик                  | Стів Джонсон Фабіо Фоніні              | Гідо Пелья Стен Вавринка Андреас Сеппі Тенніс Сендгрен        |
| 21 травня          | Geneva Open Женева, Швейцарія ATP World Tour 250 €561,345 – Ґрунт (red) – 28S/16Q/16D Одиночний розряд – Парний розряд                              | Олівер Марах Мате Павич 3–6, 7–6(7–3), [11–9]      | Іван Додіг Ражів Рам            | Стів Джонсон Фабіо Фоніні              | Гідо Пелья Стен Вавринка Андреас Сеппі Тенніс Сендгрен        |
| 21 травня          | Lyon Open Ліон, Франція ATP World Tour 250 €561,345 – Ґрунт (red) – 28S/16Q/16D Одиночний розряд – Парний розряд                                    | Домінік Тім 3–6, 7–6(7–2), 6–1                     | Жиль Сімон                      | Душан Лайович Кемерон Норрі            | Гільєрмо Гарсія-Лопес Тейлор Фріц Михайло Кукушкін Джон Ізнер |
| 21 травня          | Lyon Open Ліон, Франція ATP World Tour 250 €561,345 – Ґрунт (red) – 28S/16Q/16D Одиночний розряд – Парний розряд                                    | Нік Киріос Джек Сок 7–5, 2–6, [11–9]               | Роман Єбави Матве Мідделкоп     | Душан Лайович Кемерон Норрі            | Гільєрмо Гарсія-Лопес Тейлор Фріц Михайло Кукушкін Джон Ізнер |
| 28 травня 4 червня | Відкритий чемпіонат Франції з тенісу Paris, Франція Grand Slam €18,660,000 – Ґрунт (red) 128S/128Q/64D/32X Одиночний розряд – Парний розряд – Мікст | Рафаель Надаль 6–4, 6–3, 6–2                       | Домінік Тім                     | Хуан Мартін дель Потро Марко Чеккінато | Дієго Шварцман Марин Чилич Новак Джокович Александр Зверєв    |
| 28 травня 4 червня | Відкритий чемпіонат Франції з тенісу Paris, Франція Grand Slam €18,660,000 – Ґрунт (red) 128S/128Q/64D/32X Одиночний розряд – Парний розряд – Мікст | П'єр-Юг Ербер Ніколя Маю 6–2, 7–6(7–4)             | Олівер Марах Мате Павич         | Хуан Мартін дель Потро Марко Чеккінато | Дієго Шварцман Марин Чилич Новак Джокович Александр Зверєв    |
| 28 травня 4 червня | Відкритий чемпіонат Франції з тенісу Paris, Франція Grand Slam €18,660,000 – Ґрунт (red) 128S/128Q/64D/32X Одиночний розряд – Парний розряд – Мікст | Латіша Чжань Іван Додіг 6–1, 6–7(5–7), [10–8]      | Габріела Дабровскі Мате Павич   | Хуан Мартін дель Потро Марко Чеккінато | Дієго Шварцман Марин Чилич Новак Джокович Александр Зверєв    |

### Червень
| Тиждень   | Турнір | Чемпіони                                                  | Фіналісти                           | Півфіналісти                      | Чвертьфіналісти                                                    |
| --------- | --- | --------------------------------------------------------- | ----------------------------------- | --------------------------------- | ------------------------------------------------------------------ |
| 11 червня | Stuttgart Open Штутгарт, Німеччина ATP World Tour 250 €729,340 – Трава – 28S/16Q/16D Одиночний розряд – Парний розряд                         | Роджер Федерер 6–4, 7–6(7–3)                              | Милош Раонич                        | Нік Киріос Люка Пуй               | Гідо Пелья Фелісіано Лопес Томаш Бердих Денис Істомін              |
| 11 червня | Stuttgart Open Штутгарт, Німеччина ATP World Tour 250 €729,340 – Трава – 28S/16Q/16D Одиночний розряд – Парний розряд                         | Філіпп Пецшнер Тім Пютц 7–6(7–5), 6–3                     | Роберт Ліндстедт Марцін Матковський | Нік Киріос Люка Пуй               | Гідо Пелья Фелісіано Лопес Томаш Бердих Денис Істомін              |
| 11 червня | Rosmalen Grass Court Championships Гертогенбос, Нідерланди ATP World Tour 250 €686,080 – Трава – 28S/16Q/16D Одиночний розряд – Парний розряд | Рішар Гаске 6–3, 7–6(7–5)                                 | Жеремі Шарді                        | Меттью Ебден Бернард Томіч        | Маккензі Макдоналд Маріус Копіл Фернандо Вердаско Стефанос Ціціпас |
| 11 червня | Rosmalen Grass Court Championships Гертогенбос, Нідерланди ATP World Tour 250 €686,080 – Трава – 28S/16Q/16D Одиночний розряд – Парний розряд | Домінік Інглот Франко Шкугор 7–6(7–3), 7–5                | Равен Класен Майкл Вінус            | Меттью Ебден Бернард Томіч        | Маккензі Макдоналд Маріус Копіл Фернандо Вердаско Стефанос Ціціпас |
| 18 червня | Halle Open Галле (Вестфалія), Німеччина ATP World Tour 500 €2,116,915 – Трава – 32S/16Q/16D/4Q Одиночний розряд – Парний розряд               | Борна Чорич 7–6(8–6), 3–6, 6–2                            | Роджер Федерер                      | Деніс Кудла Роберто Баутіста Аґут | Меттью Ебден Суґіта Юіті Карен Хачанов Андреас Сеппі               |
| 18 червня | Halle Open Галле (Вестфалія), Німеччина ATP World Tour 500 €2,116,915 – Трава – 32S/16Q/16D/4Q Одиночний розряд – Парний розряд               | Лукаш Кубот Марсело Мело 7–6(7–1), 6–4                    | Александр Зверєв Міша Зверєв        | Деніс Кудла Роберто Баутіста Аґут | Меттью Ебден Суґіта Юіті Карен Хачанов Андреас Сеппі               |
| 18 червня | Queen's Club Championships London, Велика Британія ATP World Tour 500 €2,116,915 – Трава – 32S/16Q/16D/4Q Одиночний розряд – Парний розряд    | Марин Чилич 5–7, 7–6(7–4), 6–3                            | Новак Джокович                      | Нік Киріос Жеремі Шарді           | Сем Кверрі Фелісіано Лопес Френсіс Тіафо Адріан Маннаріно          |
| 18 червня | Queen's Club Championships London, Велика Британія ATP World Tour 500 €2,116,915 – Трава – 32S/16Q/16D/4Q Одиночний розряд – Парний розряд    | Генрі Контінен Джон Пірс (тенісист) 6–4, 6–3              | Джеймі Маррей Бруно Соарес          | Нік Киріос Жеремі Шарді           | Сем Кверрі Фелісіано Лопес Френсіс Тіафо Адріан Маннаріно          |
| 25 червня | Eastbourne International Істборн, Велика Британія ATP World Tour 250 €721,085 – Трава – 28S/16Q/16D Одиночний розряд – Парний розряд          | Міша Зверєв 6–4, 6–4                                      | Лукаш Лацко                         | Марко Чеккінато Михайло Кукушкін  | Кемерон Норрі Джон Міллман Денис Шаповалов Кайл Едмунд             |
| 25 червня | Eastbourne International Істборн, Велика Британія ATP World Tour 250 €721,085 – Трава – 28S/16Q/16D Одиночний розряд – Парний розряд          | Люк Бембрідж Джонні О'Мара 7–5, 6–4                       | Кен Скупскі Ніл Скупскі             | Марко Чеккінато Михайло Кукушкін  | Кемерон Норрі Джон Міллман Денис Шаповалов Кайл Едмунд             |
| 25 червня | Antalya Open Анталія, Туреччина ATP World Tour 250 €486,145 – Трава – 28S/16Q/16D Одиночний розряд – Парний розряд                            | Дамір Джумхур 6–1, 1–6, 6–1                               | Адріан Маннаріно                    | Гаель Монфіс Їржі Веселий         | Жуан Соуза Гільєрмо Гарсія-Лопес Ніколоз Басілашвілі П'єр-Юг Ербер |
| 25 червня | Antalya Open Анталія, Туреччина ATP World Tour 250 €486,145 – Трава – 28S/16Q/16D Одиночний розряд – Парний розряд                            | Марсело Демолінер Сантьяго Гонсалес 7–5, 6–7(6–8), [10–8] | Сандер Арендс Матве Мідделкоп       | Гаель Монфіс Їржі Веселий         | Жуан Соуза Гільєрмо Гарсія-Лопес Ніколоз Басілашвілі П'єр-Юг Ербер |

### Липень
| Тиждень         | Турнір | Чемпіони                                              | Фіналісти                                | Півфіналісти                      | Чвертьфіналісти                                                    |
| --------------- | --- | ----------------------------------------------------- | ---------------------------------------- | --------------------------------- | ------------------------------------------------------------------ |
| 2 липня 9 липня | Вімблдонський турнір London, Велика Британія Grand Slam £16,184,500 – Трава 128S/128Q/64D/16Q/48X Одиночний розряд – Парний розряд – Мікст     | Новак Джокович 6–2, 6–2, 7–6(7–3)                     | Кевін Андерсон                           | Джон Ізнер Рафаель Надаль         | Роджер Федерер Милош Раонич Нішікорі Кеі Хуан Мартін дель Потро    |
| 2 липня 9 липня | Вімблдонський турнір London, Велика Британія Grand Slam £16,184,500 – Трава 128S/128Q/64D/16Q/48X Одиночний розряд – Парний розряд – Мікст     | Майк Браян Джек Сок 6–3, 6–7(7–9), 6–3, 5–7, 7–5      | Равен Класен Майкл Вінус                 | Джон Ізнер Рафаель Надаль         | Роджер Федерер Милош Раонич Нішікорі Кеі Хуан Мартін дель Потро    |
| 2 липня 9 липня | Вімблдонський турнір London, Велика Британія Grand Slam £16,184,500 – Трава 128S/128Q/64D/16Q/48X Одиночний розряд – Парний розряд – Мікст     | Александер Пея Ніколь Меліхар 7–6(7–1), 6–3           | Джеймі Маррей Вікторія Азаренко          | Джон Ізнер Рафаель Надаль         | Роджер Федерер Милош Раонич Нішікорі Кеі Хуан Мартін дель Потро    |
| 16 липня        | Hall of Fame Tennis Championships Ньюпорт (Род-Айленд), США ATP World Tour 250 $623,710 – Трава – 28S/16Q/16D Одиночний розряд – Парний розряд | Стів Джонсон 7–5, 3–6, 6–2                            | Рамкумар Раманатхан                      | Марсель Гранольєрс Тім Смичек     | Адріан Маннаріно Дуді Села Джейсон Янґ Вашек Поспішил              |
| 16 липня        | Hall of Fame Tennis Championships Ньюпорт (Род-Айленд), США ATP World Tour 250 $623,710 – Трава – 28S/16Q/16D Одиночний розряд – Парний розряд | Джонатан Ерліх Артем Сітак 6–1, 6–2                   | Марсело Аревало Мігель Ангел Реєс-Варела | Марсель Гранольєрс Тім Смичек     | Адріан Маннаріно Дуді Села Джейсон Янґ Вашек Поспішил              |
| 16 липня        | Swedish Open Бостад, Швеція ATP World Tour 250 €561,345 – Ґрунт (red) – 28S/16Q/16D Одиночний розряд – Парний розряд                           | Фабіо Фоніні 6–3, 3–6, 6–1                            | Рішар Гаске                              | Генрі Лааксонен Фернандо Вердаско | Сімоне Болеллі Каспер Рууд Федеріко Дельбоніс Пабло Карреньо Буста |
| 16 липня        | Swedish Open Бостад, Швеція ATP World Tour 250 €561,345 – Ґрунт (red) – 28S/16Q/16D Одиночний розряд – Парний розряд                           | Хуліо Перальта Орасіо Себальйос 6–3, 6–4              | Сімоне Болеллі Фабіо Фоніні              | Генрі Лааксонен Фернандо Вердаско | Сімоне Болеллі Каспер Рууд Федеріко Дельбоніс Пабло Карреньо Буста |
| 16 липня        | Croatia Open Умаг, Хорватія ATP World Tour 250 €561,345 – Ґрунт (red) – 28S/16Q/16D Одиночний розряд – Парний розряд                           | Марко Чеккінато 6–2, 7–6(7–4)                         | Гідо Пелья                               | Робін Гаасе Марко Трунгелліті     | Душан Лайович Андрій Рубльов Ласло Дьєр Євген Донской              |
| 16 липня        | Croatia Open Умаг, Хорватія ATP World Tour 250 €561,345 – Ґрунт (red) – 28S/16Q/16D Одиночний розряд – Парний розряд                           | Робін Гаасе Матве Мідделкоп 6–4, 6–4                  | Роман Єбави Їржі Веселий                 | Робін Гаасе Марко Трунгелліті     | Душан Лайович Андрій Рубльов Ласло Дьєр Євген Донской              |
| 23 липня        | German Open Гамбург, Німеччина ATP World Tour 500 €1,753,255 – Ґрунт (red) – 32S/16Q/16D/4Q Одиночний розряд – Парний розряд                   | Ніколоз Басілашвілі 6–4, 0–6, 7–5                     | Леонардо Маєр                            | Ніколас Джаррі Йозеф Ковалік      | Домінік Тім Пабло Карреньо Буста Тьяго Монтейро Дієго Шварцман     |
| 23 липня        | German Open Гамбург, Німеччина ATP World Tour 500 €1,753,255 – Ґрунт (red) – 32S/16Q/16D/4Q Одиночний розряд – Парний розряд                   | Хуліо Перальта Орасіо Себальйос 6–1, 4–6, [10–6]      | Олівер Марах Мате Павич                  | Ніколас Джаррі Йозеф Ковалік      | Домінік Тім Пабло Карреньо Буста Тьяго Монтейро Дієго Шварцман     |
| 23 липня        | Atlanta Open Атланта, США ATP World Tour 250 $748,450 – Тверде – 28S/16Q/16D Одиночний розряд – Парний розряд                                  | Джон Ізнер 5–7, 6–3, 6–4                              | Раян Гаррісон                            | Меттью Ебден Кемерон Норрі        | Міша Зверєв Маркос Багдатіс Чон Хьон Нік Киріос                    |
| 23 липня        | Atlanta Open Атланта, США ATP World Tour 250 $748,450 – Тверде – 28S/16Q/16D Одиночний розряд – Парний розряд                                  | Ніколас Монро Джон-Патрік Сміт 3–6, 7–6(7–5), [10–8]  | Раян Гаррісон Ражів Рам                  | Меттью Ебден Кемерон Норрі        | Міша Зверєв Маркос Багдатіс Чон Хьон Нік Киріос                    |
| 23 липня        | Swiss Open Gstaad, Швейцарія ATP World Tour 250 €561,345 – Ґрунт (red) – 28S/16Q/16D Одиночний розряд – Парний розряд                          | Маттео Берреттіні 7–6(11–9), 6–4                      | Роберто Баутіста Аґут                    | Юрген Зопп Ласло Дьєр             | Факундо Баньїс Фелісіано Лопес Viktor Galović Даніель Таро         |
| 23 липня        | Swiss Open Gstaad, Швейцарія ATP World Tour 250 €561,345 – Ґрунт (red) – 28S/16Q/16D Одиночний розряд – Парний розряд                          | Маттео Берреттіні Даніеле Браччалі 7–6(7–2), 7–6(7–5) | Денис Молчанов Ігор Зеленай              | Юрген Зопп Ласло Дьєр             | Факундо Баньїс Фелісіано Лопес Viktor Galović Даніель Таро         |
| 30 липня        | Citi Open Washington, D.C., США ATP World Tour 500 $2,146,815 – Тверде – 48S/20Q/16D/3Q Одиночний розряд – Парний розряд                       | Александр Зверєв 6–2, 6–4                             | Алекс де Мінор                           | Стефанос Ціціпас Андрій Рубльов   | Нішікорі Кеі Давід Ґоффен Енді Маррей Деніс Кудла                  |
| 30 липня        | Citi Open Washington, D.C., США ATP World Tour 500 $2,146,815 – Тверде – 48S/20Q/16D/3Q Одиночний розряд – Парний розряд                       | Джеймі Маррей Бруно Соарес 3–6, 6–3, [10–4]           | Майк Браян Едуар Роже-Васслен            | Стефанос Ціціпас Андрій Рубльов   | Нішікорі Кеі Давід Ґоффен Енді Маррей Деніс Кудла                  |
| 30 липня        | Los Cabos Open Кабо-Сан-Лукас, Мексика ATP World Tour 250 $808,770 – Тверде – 28S/15Q/16D Одиночний розряд – Парний розряд                     | Фабіо Фоніні 6–4, 6–2                                 | Хуан Мартін дель Потро                   | Дамір Джумхур Кемерон Норрі       | Єгор Герасимов Майкл Ммо Адріан Маннаріно Нісіока Йосіхіто         |
| 30 липня        | Los Cabos Open Кабо-Сан-Лукас, Мексика ATP World Tour 250 $808,770 – Тверде – 28S/15Q/16D Одиночний розряд – Парний розряд                     | Марсело Аревало Мігель Ангел Реєс-Варела 6–4, 6–4     | Тейлор Фріц Танасі Коккінакіс            | Дамір Джумхур Кемерон Норрі       | Єгор Герасимов Майкл Ммо Адріан Маннаріно Нісіока Йосіхіто         |
| 30 липня        | Austrian Open Kitzbühel Кіцбюель, Австрія ATP World Tour 250 €561,345 – Ґрунт (red) – 28S/16Q/16D Одиночний розряд – Парний розряд             | Мартін Кліжан 6–2, 6–2                                | Денис Істомін                            | Хауме Мунар Ніколас Джаррі        | Душан Лайович Даніель Таро Маттео Берреттіні Максіміліан Мартерер  |
| 30 липня        | Austrian Open Kitzbühel Кіцбюель, Австрія ATP World Tour 250 €561,345 – Ґрунт (red) – 28S/16Q/16D Одиночний розряд – Парний розряд             | Роман Єбави Андрес Мольтені 6–2, 6–4                  | Даніеле Браччалі Федеріко Дельбоніс      | Хауме Мунар Ніколас Джаррі        | Душан Лайович Даніель Таро Маттео Берреттіні Максіміліан Мартерер  |

### Серпень
| Тиждень             | Турнір | Чемпіони                                                  | Фіналісти                                     | Півфіналісти                      | Чвертьфіналісти                                                        |
| ------------------- | --- | --------------------------------------------------------- | --------------------------------------------- | --------------------------------- | ---------------------------------------------------------------------- |
| 6 серпня            | Rogers Cup Торонто, Канада ATP World Tour Masters 1000 $5,939,970 – Тверде – 56S/28Q/24D Одиночний розряд – Парний розряд                      | Рафаель Надаль 6–2, 7–6(7–4)                              | Стефанос Ціціпас                              | Карен Хачанов Кевін Андерсон      | Марин Чилич Робін Гаасе Григор Димитров Александр Зверєв               |
| 6 серпня            | Rogers Cup Торонто, Канада ATP World Tour Masters 1000 $5,939,970 – Тверде – 56S/28Q/24D Одиночний розряд – Парний розряд                      | Генрі Контінен Джон Пірс (тенісист) 6–2, 6–7(7–9), [10–8] | Равен Класен Майкл Вінус                      | Карен Хачанов Кевін Андерсон      | Марин Чилич Робін Гаасе Григор Димитров Александр Зверєв               |
| 13 серпня           | Western & Southern Open Мейсон (Огайо), США ATP World Tour Masters 1000 $6,335,970 – Тверде – 56S/28Q/24D Одиночний розряд – Парний розряд     | Новак Джокович 6–4, 6–4                                   | Роджер Федерер                                | Марин Чилич Давід Ґоффен          | Милош Раонич Пабло Карреньо Буста Хуан Мартін дель Потро Стен Вавринка |
| 13 серпня           | Western & Southern Open Мейсон (Огайо), США ATP World Tour Masters 1000 $6,335,970 – Тверде – 56S/28Q/24D Одиночний розряд – Парний розряд     | Джеймі Маррей Бруно Соарес 4–6, 6–3, [10–6]               | Хуан Себастьян Кабаль Роберт Фара             | Марин Чилич Давід Ґоффен          | Милош Раонич Пабло Карреньо Буста Хуан Мартін дель Потро Стен Вавринка |
| 20 серпня           | Winston-Salem Open Вінстон-Сейлем, США ATP World Tour 250 $778,070 – Тверде – 48S/16Q/16D Одиночний розряд – Парний розряд                     | Данило Медведєв 6–4, 6–4                                  | Стів Джонсон                                  | Даніель Таро Пабло Карреньо Буста | Раян Гаррісон Ніколас Джаррі Кайл Едмунд Чон Хьон                      |
| 20 серпня           | Winston-Salem Open Вінстон-Сейлем, США ATP World Tour 250 $778,070 – Тверде – 48S/16Q/16D Одиночний розряд – Парний розряд                     | Жан-Жульєн Роєр Горія Текеу 6–4, 6–2                      | Джеймс Серретані Леандер Паес                 | Даніель Таро Пабло Карреньо Буста | Раян Гаррісон Ніколас Джаррі Кайл Едмунд Чон Хьон                      |
| 27 серпня 3 вересня | Відкритий чемпіонат США з тенісу New York City, США Grand Slam $25,282,920 – Тверде 128S/128Q/64D/32X Одиночний розряд – Парний розряд – Мікст | Новак Джокович 6–3, 7–6(7–4), 6–3                         | Хуан Мартін дель Потро                        | Рафаель Надаль Нішікорі Кеі       | Домінік Тім Джон Ізнер Марин Чилич Джон Міллман                        |
| 27 серпня 3 вересня | Відкритий чемпіонат США з тенісу New York City, США Grand Slam $25,282,920 – Тверде 128S/128Q/64D/32X Одиночний розряд – Парний розряд – Мікст | Майк Браян Джек Сок 6–3, 6–1                              | Лукаш Кубот Марсело Мело                      | Рафаель Надаль Нішікорі Кеі       | Домінік Тім Джон Ізнер Марин Чилич Джон Міллман                        |
| 27 серпня 3 вересня | Відкритий чемпіонат США з тенісу New York City, США Grand Slam $25,282,920 – Тверде 128S/128Q/64D/32X Одиночний розряд – Парний розряд – Мікст | Бетані Маттек-Сендс Джеймі Маррей 2–6, 6–3, [11–9]        | Аліція Росольська Нікола Мектич\|- valign=top | Рафаель Надаль Нішікорі Кеі       | Домінік Тім Джон Ізнер Марин Чилич Джон Міллман                        |

### Вересень
| Тиждень    | Турнір | Чемпіони                                          | Фіналісти                                               | Півфіналісти                        | Чвертьфіналісти                                                |
| ---------- | --- | ------------------------------------------------- | ------------------------------------------------------- | ----------------------------------- | -------------------------------------------------------------- |
| 10 вересня | Davis Cup Semifinals Лілль, Франція – Тверде (i) Задар, Хорватія – Ґрунт                                                             | Перемогли в півфіналах Франція 3–2 · Хорватія 3–2 | Програли в півфіналах Іспанія · Сполучені Штати Америки |                                     |                                                                |
| 17 вересня | Laver Cup Чикаго, США Тверде (i) *Not originally part of the 2018 ATP World Tour                                                     | Team Europe 13–8                                  | Team World                                              |                                     |                                                                |
| 17 вересня | St. Petersburg Open Санкт-Петербург, Росія ATP World Tour 250 $1,241,850 – Тверде (i) – 28S/16Q/16D Одиночний розряд – Парний розряд | Домінік Тім 6–3, 6–1                              | Мартін Кліжан                                           | Роберто Баутіста Аґут Стен Вавринка | Данило Медведєв Марко Чеккінато Дамір Джумхур Денис Шаповалов  |
| 17 вересня | St. Petersburg Open Санкт-Петербург, Росія ATP World Tour 250 $1,241,850 – Тверде (i) – 28S/16Q/16D Одиночний розряд – Парний розряд | Маттео Берреттіні Фабіо Фоніні 7–6(8–6), 7–6(7–4) | Роман Єбави Матве Мідделкоп                             | Роберто Баутіста Аґут Стен Вавринка | Данило Медведєв Марко Чеккінато Дамір Джумхур Денис Шаповалов  |
| 17 вересня | Moselle Open Мец, Франція ATP World Tour 250 €561,345 – Тверде (i) – 28S/16Q/16D Одиночний розряд – Парний розряд                    | Жиль Сімон 7–6(7–2), 6–1                          | Маттіас Бахінгер                                        | Нішікорі Кеі Раду Албот             | Ніколоз Басілашвілі Яннік Маден Рішар Гаске Річардас Беранкіс  |
| 17 вересня | Moselle Open Мец, Франція ATP World Tour 250 €561,345 – Тверде (i) – 28S/16Q/16D Одиночний розряд – Парний розряд                    | Ніколя Маю Едуар Роже-Васслен 6–1, 7–5            | Кен Скупскі Ніл Скупскі                                 | Нішікорі Кеі Раду Албот             | Ніколоз Басілашвілі Яннік Маден Рішар Гаске Річардас Беранкіс  |
| 24 вересня | Chengdu Open Ченду, КНР ATP World Tour 250 $1,183,360 – Тверде – 28S/16Q/16D Одиночний розряд – Парний розряд                        | Бернард Томіч 6–1, 3–6, 7–6(9–7)                  | Фабіо Фоніні                                            | Тейлор Фріц Жуан Соуза              | Меттью Ебден Сем Кверрі Малік Джазірі Фелікс Оже-Аліассім      |
| 24 вересня | Chengdu Open Ченду, КНР ATP World Tour 250 $1,183,360 – Тверде – 28S/16Q/16D Одиночний розряд – Парний розряд                        | Іван Додіг Мате Павич 6–2, 6–4                    | Остін Крайчек Джіван Недунчежіян                        | Тейлор Фріц Жуан Соуза              | Меттью Ебден Сем Кверрі Малік Джазірі Фелікс Оже-Аліассім      |
| 24 вересня | Shenzhen Open Шеньчжень, КНР ATP World Tour 250 $800,320 – Тверде – 28S/16Q/16D Одиночний розряд – Парний розряд                     | Нісіока Йосіхіто 7–5, 2–6, 6–4                    | П'єр-Юг Ербер                                           | Фернандо Вердаско Алекс де Мінор    | Енді Маррей Кемерон Норрі Дамір Джумхур Альберт Рамос Віньолас |
| 24 вересня | Shenzhen Open Шеньчжень, КНР ATP World Tour 250 $800,320 – Тверде – 28S/16Q/16D Одиночний розряд – Парний розряд                     | Бен Маклахлан Джо Солсбері 7–6(7–5), 7–6(7–4)     | Роберт Ліндстедт Ражів Рам                              | Фернандо Вердаско Алекс де Мінор    | Енді Маррей Кемерон Норрі Дамір Джумхур Альберт Рамос Віньолас |

### Жовтень
| Тиждень   | Турнір | Чемпіони                                  | Фіналісти                           | Півфіналісти                       | Чвертьфіналісти                                                |
| --------- | --- | ----------------------------------------- | ----------------------------------- | ---------------------------------- | -------------------------------------------------------------- |
| 1 жовтня  | China Open (теніс) Пекін, КНР ATP World Tour 500 $4,658,510 – Тверде – 32S/16Q/16D Одиночний розряд – Парний розряд             | Ніколоз Басілашвілі 6–4, 6–4              | Хуан Мартін дель Потро              | Фабіо Фоніні Кайл Едмунд           | Філіп Країнович Мартон Фучович Душан Лайович Малік Джазірі     |
| 1 жовтня  | China Open (теніс) Пекін, КНР ATP World Tour 500 $4,658,510 – Тверде – 32S/16Q/16D Одиночний розряд – Парний розряд             | Лукаш Кубот Марсело Мело 6–1, 6–4         | Олівер Марах Мате Павич             | Фабіо Фоніні Кайл Едмунд           | Філіп Країнович Мартон Фучович Душан Лайович Малік Джазірі     |
| 1 жовтня  | Japan Open Tokyo, Японія ATP World Tour 500 $1,928,580 – Тверде (i) – 32S/16Q/16D Одиночний розряд – Парний розряд              | Данило Медведєв 6–2, 6–4                  | Нішікорі Кеі                        | Денис Шаповалов Рішар Гаске        | Ян-Леннард Штруфф Милош Раонич Стефанос Ціціпас Кевін Андерсон |
| 1 жовтня  | Japan Open Tokyo, Японія ATP World Tour 500 $1,928,580 – Тверде (i) – 32S/16Q/16D Одиночний розряд – Парний розряд              | Бен Маклахлан Ян-Леннард Штруфф 6–4, 7–5  | Равен Класен Майкл Вінус            | Денис Шаповалов Рішар Гаске        | Ян-Леннард Штруфф Милош Раонич Стефанос Ціціпас Кевін Андерсон |
| 8 жовтня  | Shanghai Masters Шанхай, КНР ATP World Tour Masters 1000 $9,219,970 – Тверде – 56S/28Q/24D Одиночний розряд – Парний розряд     | Новак Джокович 6–3, 6–4                   | Борна Чорич                         | Роджер Федерер Александр Зверєв    | Нішікорі Кеі Меттью Ебден Кайл Едмунд Кевін Андерсон           |
| 8 жовтня  | Shanghai Masters Шанхай, КНР ATP World Tour Masters 1000 $9,219,970 – Тверде – 56S/28Q/24D Одиночний розряд – Парний розряд     | Лукаш Кубот Марсело Мело 6–4, 6–2         | Джеймі Маррей Бруно Соарес          | Роджер Федерер Александр Зверєв    | Нішікорі Кеі Меттью Ебден Кайл Едмунд Кевін Андерсон           |
| 15 жовтня | Кубок Кремля Moscow, Росія ATP World Tour 250 $936,435 – Тверде (i) – 28S/16Q/16D Одиночний розряд – Парний розряд              | Карен Хачанов 6–2, 6–2                    | Адріан Маннаріно                    | Андреас Сеппі Данило Медведєв      | Єгор Герасимов Філіп Країнович Мірза Башич Річардас Беранкіс   |
| 15 жовтня | Кубок Кремля Moscow, Росія ATP World Tour 250 $936,435 – Тверде (i) – 28S/16Q/16D Одиночний розряд – Парний розряд              | Остін Крайчек Ражів Рам 7–6(7–4), 6–4     | Максим Мирний Філіпп Освальд        | Андреас Сеппі Данило Медведєв      | Єгор Герасимов Філіп Країнович Мірза Башич Річардас Беранкіс   |
| 15 жовтня | Stockholm Open Стокгольм, Швеція ATP World Tour 250 €686,080 – Тверде (i) – 28S/16Q/16D Одиночний розряд – Парний розряд        | Стефанос Ціціпас 6–4, 6–4                 | Ернестс Гулбіс                      | Джон Ізнер Фабіо Фоніні            | Тенніс Сендгрен Джек Сок Філіпп Кольшрайбер Чон Хьон           |
| 15 жовтня | Stockholm Open Стокгольм, Швеція ATP World Tour 250 €686,080 – Тверде (i) – 28S/16Q/16D Одиночний розряд – Парний розряд        | Люк Бембрідж Джонні О'Мара 7–5, 7–6(10–8) | Маркус Даніелл Веслі Колгоф         | Джон Ізнер Фабіо Фоніні            | Тенніс Сендгрен Джек Сок Філіпп Кольшрайбер Чон Хьон           |
| 15 жовтня | European Open Антверпен, Бельгія ATP World Tour 250 €686,080 – Тверде (i) – 28S/16Q/16D Одиночний розряд – Парний розряд        | Кайл Едмунд 3–6, 7–6(7–2), 7–6(7–4)       | Гаель Монфіс                        | Рішар Гаске Дієго Шварцман         | Ілля Івашко Ян-Леннард Штруфф Вашек Поспішил Жиль Сімон        |
| 15 жовтня | European Open Антверпен, Бельгія ATP World Tour 250 €686,080 – Тверде (i) – 28S/16Q/16D Одиночний розряд – Парний розряд        | Ніколя Маю Едуар Роже-Васслен 6–4, 7–5    | Марсело Демолінер Сантьяго Гонсалес | Рішар Гаске Дієго Шварцман         | Ілля Івашко Ян-Леннард Штруфф Вашек Поспішил Жиль Сімон        |
| 22 жовтня | Vienna Open Відень, Австрія ATP World Tour 500 €2,788,570 – Тверде (i) – 32S/16Q/16D Одиночний розряд – Парний розряд           | Кевін Андерсон 6–3, 7–6(7–3)              | Нішікорі Кеі                        | Михайло Кукушкін Фернандо Вердаско | Домінік Тім Мартон Фучович Гаель Монфіс Борна Чорич            |
| 22 жовтня | Vienna Open Відень, Австрія ATP World Tour 500 €2,788,570 – Тверде (i) – 32S/16Q/16D Одиночний розряд – Парний розряд           | Джо Солсбері Ніл Скупскі 7–6(7–5), 6–3    | Майк Браян Едуар Роже-Васслен       | Михайло Кукушкін Фернандо Вердаско | Домінік Тім Мартон Фучович Гаель Монфіс Борна Чорич            |
| 22 жовтня | Swiss Indoors Базель, Швейцарія ATP World Tour 500 €2,442,740 – Тверде (i) – 32S/16Q/16D Одиночний розряд – Парний розряд       | Роджер Федерер 7–6(7–5), 6–4              | Маріус Копіл                        | Данило Медведєв Александр Зверєв   | Жиль Сімон Стефанос Ціціпас Тейлор Фріц Роберто Баутіста Аґут  |
| 22 жовтня | Swiss Indoors Базель, Швейцарія ATP World Tour 500 €2,442,740 – Тверде (i) – 32S/16Q/16D Одиночний розряд – Парний розряд       | Домінік Інглот Франко Шкугор 6–2, 7–5     | Александр Зверєв Міша Зверєв        | Данило Медведєв Александр Зверєв   | Жиль Сімон Стефанос Ціціпас Тейлор Фріц Роберто Баутіста Аґут  |
| 29 жовтня | Paris Masters Paris, Франція ATP World Tour Masters 1000 €5,444,985 – Тверде (i) – 48S/24Q/24D Одиночний розряд – Парний розряд | Карен Хачанов 7–5, 6–4                    | Новак Джокович                      | Домінік Тім Роджер Федерер         | Джек Сок Александр Зверєв Нішікорі Кеі Марин Чилич             |
| 29 жовтня | Paris Masters Paris, Франція ATP World Tour Masters 1000 €5,444,985 – Тверде (i) – 48S/24Q/24D Одиночний розряд – Парний розряд | Марсель Гранольєрс Ражів Рам 6–4, 6–4     | Жан-Жульєн Роєр Горія Текеу         | Домінік Тім Роджер Федерер         | Джек Сок Александр Зверєв Нішікорі Кеі Марин Чилич             |

### Листопад
| Тиждень      | Турнір | Чемпіони                                      | Фіналісти                | Півфіналісти                           | Чвертьфіналісти                                                  |
| ------------ | --- | --------------------------------------------- | ------------------------ | -------------------------------------- | ---------------------------------------------------------------- |
| 5 листопада  | Next Gen ATP Finals Мілан, Італія Next Generation ATP Фінали $1,335,000 – Тверде (i) – 8S (RR) Одиночний розряд     | Стефанос Ціціпас 2–4, 4–1, 4–3(7–3), 4–3(7–3) | Алекс де Мінор           | Андрій Рубльов (3rd) Хауме Мунар (4th) | Раунд Robin Губерт Гуркач Френсіс Тіафо Тейлор Фріц Лієм Каруана |
| 12 листопада | ATP Finals London, Велика Британія ATP Фінали $8,500,000 – Тверде (i) – 8S/8D (RR) Одиночний розряд – Парний розряд | Александр Зверєв 6–4, 6–3                     | Новак Джокович           | Кевін Андерсон Роджер Федерер          | Раунд Robin Марин Чилич Джон Ізнер Домінік Тім Нішікорі Кеі      |
| 12 листопада | ATP Finals London, Велика Британія ATP Фінали $8,500,000 – Тверде (i) – 8S/8D (RR) Одиночний розряд – Парний розряд | Майк Браян Джек Сок 5–7, 6–1, [13–11]         | П'єр-Юг Ербер Ніколя Маю | Кевін Андерсон Роджер Федерер          | Раунд Robin Марин Чилич Джон Ізнер Домінік Тім Нішікорі Кеі      |
| 19 листопада | Davis Cup Final Лілль, Франція – Ґрунт (i)                                                                          | Хорватія · 3–1                                | Франція                  |                                        |                                                                  |

## Статистична інформація
Ці таблиці показують кількість виграних турнірів кожним окремим гравцем та представниками різних країн. Враховані одиночні (S), парні (D) та змішані (X) титули на турнірах усіх рівнів: Великий шолом, Підсумковий, Мастерс, 500, 250. Гравців і країни розподілено за такими показниками:
1. Загальна кількість титулів (титул в парному розряді, виграний двома тенісистами, які представляють одну й ту саму країну, зараховано як  лише один виграш для країни);
2. Сумарна цінність усіх виграних титулів (одна перемога на турнірі Великого шолома, дорівнює двом перемогам на турнірі Мастерс 1000, одна перемога на Фіналі Світового Туру ATP дорівнює півтора перемогам на турнірі Мастерс 1000, один Мастерс 1000 дорівнює двом Мастерс 500, один Мастерс 500 дорівнює двом Мастерс 250);
3. Ієрархія розрядів: одиночний > парний > змішаний;
4. Алфавітний порядок (для гравців за прізвищем).

### Легенда
| Турніри Великого шолома       |
| Фінал Світового Туру ATP      |
| Світовий Тур ATP Мастерс 1000 |
| Світовий Тур ATP 500          |
| Світовий Тур ATP 250          |

### Титули окремих гравців
| Всього | Гравець                            | Великий шолом | Великий шолом | Великий шолом | Фінали ATP | Фінали ATP | Masters 1000 | Masters 1000 | Tour 500 | Tour 500 | Tour 250 | Tour 250 | Всього | Всього | Всього |
| Всього | Гравець                            | S             | D             | X             | S          | D          | S            | D            | S        | D        | S        | D        | S      | D      | X      |
| ------ | ---------------------------------- | ------------- | ------------- | ------------- | ---------- | ---------- | ------------ | ------------ | -------- | -------- | -------- | -------- | ------ | ------ | ------ |
| 6      | Джек Сок (USA)                     |               | ●             |               |            | ●          |              | ●            |          |          |          | ●        | 0      | 6      | 0      |
| 6      | Мате Павич (CRO)                   |               | ●             | ●             |            |            |              |              |          |          |          | ●        | 0      | 5      | 1      |
| 5      | Рафаель Надаль (ESP)               | ●             |               |               |            |            | ●            |              | ●        |          |          |          | 5      | 0      | 0      |
| 5      | Майк Браян (USA)                   |               | ●             |               |            | ●          |              | ●            |          |          |          |          | 0      | 5      | 0      |
| 4      | Новак Джокович (SRB)               | ●             |               |               |            |            | ●            |              |          |          |          |          | 4      | 0      | 0      |
| 4      | Джеймі Маррей (GBR)                |               |               | ●             |            |            |              | ●            |          | ●        |          |          | 0      | 3      | 1      |
| 4      | Роджер Федерер (SUI)               | ●             |               |               |            |            |              |              | ●        |          | ●        |          | 4      | 0      | 0      |
| 4      | Ніколя Маю (FRA)                   |               | ●             |               |            |            |              |              |          | ●        |          | ●        | 0      | 4      | 0      |
| 4      | Олівер Марах (AUT)                 |               | ●             |               |            |            |              |              |          |          |          | ●        | 0      | 4      | 0      |
| 4      | Лукаш Кубот (POL)                  |               |               |               |            |            |              | ●            |          | ●        |          | ●        | 0      | 4      | 0      |
| 4      | Марсело Мело (BRA)                 |               |               |               |            |            |              | ●            |          | ●        |          | ●        | 0      | 4      | 0      |
| 4      | Домінік Інглот (GBR)               |               |               |               |            |            |              |              |          | ●        |          | ●        | 0      | 4      | 0      |
| 4      | Фабіо Фоніні (ITA)                 |               |               |               |            |            |              |              |          |          | ●        | ●        | 3      | 1      | 0      |
| 4      | Александр Зверєв (GER)             |               |               |               | ●          |            | ●            |              | ●        |          | ●        |          | 4      | 0      | 0      |
| 3      | Александер Пея (AUT)               |               |               | ●             |            |            |              | ●            |          |          |          | ●        | 0      | 2      | 1      |
| 3      | Іван Додіг (CRO)                   |               |               | ●             |            |            |              |              |          |          |          | ●        | 0      | 2      | 1      |
| 3      | Джон Ізнер (USA)                   |               |               |               |            |            | ●            | ●            |          |          | ●        |          | 2      | 1      | 0      |
| 3      | Бруно Соарес (BRA)                 |               |               |               |            |            |              | ●            |          | ●        |          |          | 0      | 3      | 0      |
| 3      | Генрі Контінен (FIN)               |               |               |               |            |            |              | ●            |          | ●        |          | ●        | 0      | 3      | 0      |
| 3      | Джон Пірс (тенісист) (AUS)         |               |               |               |            |            |              | ●            |          | ●        |          | ●        | 0      | 3      | 0      |
| 3      | Карен Хачанов (RUS)                |               |               |               |            |            | ●            |              |          |          | ●        |          | 3      | 0      | 0      |
| 3      | Ражів Рам (USA)                    |               |               |               |            |            |              | ●            |          |          |          | ●        | 0      | 3      | 0      |
| 3      | Данило Медведєв (RUS)              |               |               |               |            |            |              |              | ●        |          | ●        |          | 3      | 0      | 0      |
| 3      | Франко Шкугор (CRO)                |               |               |               |            |            |              |              |          | ●        |          | ●        | 0      | 3      | 0      |
| 3      | Орасіо Себальйос (ARG)             |               |               |               |            |            |              |              |          | ●        |          | ●        | 0      | 3      | 0      |
| 3      | Домінік Тім (AUT)                  |               |               |               |            |            |              |              |          |          | ●        |          | 3      | 0      | 0      |
| 3      | Маттео Берреттіні (ITA)            |               |               |               |            |            |              |              |          |          | ●        | ●        | 1      | 2      | 0      |
| 3      | Робін Гаасе (NED)                  |               |               |               |            |            |              |              |          |          |          | ●        | 0      | 3      | 0      |
| 3      | Матве Мідделкоп (NED)              |               |               |               |            |            |              |              |          |          |          | ●        | 0      | 3      | 0      |
| 2      | П'єр-Юг Ербер (FRA)                |               | ●             |               |            |            |              |              |          | ●        |          |          | 0      | 2      | 0      |
| 2      | Боб Браян (USA)                    |               |               |               |            |            |              | ●            |          |          |          |          | 0      | 2      | 0      |
| 2      | Хуан Мартін дель Потро (ARG)       |               |               |               |            |            | ●            |              | ●        |          |          |          | 2      | 0      | 0      |
| 2      | Нікола Мектич (CRO)                |               |               |               |            |            |              | ●            |          |          |          | ●        | 0      | 2      | 0      |
| 2      | Ніколоз Басілашвілі (GEO)          |               |               |               |            |            |              |              | ●        |          |          |          | 2      | 0      | 0      |
| 2      | Кевін Андерсон (тенісист) (RSA)    |               |               |               |            |            |              |              | ●        |          | ●        |          | 2      | 0      | 0      |
| 2      | Роберто Баутіста Аґут (ESP)        |               |               |               |            |            |              |              | ●        |          | ●        |          | 2      | 0      | 0      |
| 2      | Бен Маклахлан (JPN)                |               |               |               |            |            |              |              |          | ●        |          | ●        | 0      | 2      | 0      |
| 2      | Хуліо Перальта (CHI)               |               |               |               |            |            |              |              |          | ●        |          | ●        | 0      | 2      | 0      |
| 2      | Жан-Жульєн Роєр (NED)              |               |               |               |            |            |              |              |          | ●        |          | ●        | 0      | 2      | 0      |
| 2      | Джо Солсбері (GBR)                 |               |               |               |            |            |              |              |          | ●        |          | ●        | 0      | 2      | 0      |
| 2      | Ніл Скупскі (GBR)                  |               |               |               |            |            |              |              |          | ●        |          | ●        | 0      | 2      | 0      |
| 2      | Горія Текеу (ROU)                  |               |               |               |            |            |              |              |          | ●        |          | ●        | 0      | 2      | 0      |
| 2      | Марко Чеккінато (ITA)              |               |               |               |            |            |              |              |          |          | ●        |          | 2      | 0      | 0      |
| 2      | Стів Джонсон (тенісист) (USA)      |               |               |               |            |            |              |              |          |          | ●        |          | 2      | 0      | 0      |
| 2      | Жиль Сімон (FRA)                   |               |               |               |            |            |              |              |          |          | ●        |          | 2      | 0      | 0      |
| 2      | Кайл Едмунд (GBR)                  |               |               |               |            |            |              |              |          |          | ●        | ●        | 1      | 1      | 0      |
| 2      | Нік Киріос (AUS)                   |               |               |               |            |            |              |              |          |          | ●        | ●        | 1      | 1      | 0      |
| 2      | Люк Бембрідж (GBR)                 |               |               |               |            |            |              |              |          |          |          | ●        | 0      | 2      | 0      |
| 2      | Максим Мирний (BLR)                |               |               |               |            |            |              |              |          |          |          | ●        | 0      | 2      | 0      |
| 2      | Андрес Мольтені (ARG)              |               |               |               |            |            |              |              |          |          |          | ●        | 0      | 2      | 0      |
| 2      | Jonny O'Mara Omara, Jonny (GBR)    |               |               |               |            |            |              |              |          |          |          | ●        | 0      | 2      | 0      |
| 2      | Філіпп Освальд (AUT)               |               |               |               |            |            |              |              |          |          |          | ●        | 0      | 2      | 0      |
| 2      | Едуар Роже-Васслен (FRA)           |               |               |               |            |            |              |              |          |          |          | ●        | 0      | 2      | 0      |
| 1      | Хуан Себастьян Кабаль (COL)        |               |               |               |            |            |              | ●            |          |          |          |          | 0      | 1      | 0      |
| 1      | Роберт Фара (тенісист) (COL)       |               |               |               |            |            |              | ●            |          |          |          |          | 0      | 1      | 0      |
| 1      | Марсель Гранольєрс (ESP)           |               |               |               |            |            |              | ●            |          |          |          |          | 0      | 1      | 0      |
| 1      | Марин Чилич (CRO)                  |               |               |               |            |            |              |              | ●        |          |          |          | 1      | 0      | 0      |
| 1      | Борна Чорич (CRO)                  |               |               |               |            |            |              |              | ●        |          |          |          | 1      | 0      | 0      |
| 1      | Дієго Шварцман (ARG)               |               |               |               |            |            |              |              | ●        |          |          |          | 1      | 0      | 0      |
| 1      | Фелісіано Лопес (ESP)              |               |               |               |            |            |              |              |          | ●        |          |          | 0      | 1      | 0      |
| 1      | Марк Лопес Таррес (ESP)            |               |               |               |            |            |              |              |          | ●        |          |          | 0      | 1      | 0      |
| 1      | Давід Марреро (ESP)                |               |               |               |            |            |              |              |          | ●        |          |          | 0      | 1      | 0      |
| 1      | Ян-Леннард Штруфф (GER)            |               |               |               |            |            |              |              |          | ●        |          |          | 0      | 1      | 0      |
| 1      | Фернандо Вердаско (ESP)            |               |               |               |            |            |              |              |          | ●        |          |          | 0      | 1      | 0      |
| 1      | Пабло Андухар (ESP)                |               |               |               |            |            |              |              |          |          | ●        |          | 1      | 0      | 0      |
| 1      | Мірза Башич (BIH)                  |               |               |               |            |            |              |              |          |          | ●        |          | 1      | 0      | 0      |
| 1      | Роберто Карбальєс-Баена (ESP)      |               |               |               |            |            |              |              |          |          | ●        |          | 1      | 0      | 0      |
| 1      | Даніель Таро (JPN)                 |               |               |               |            |            |              |              |          |          | ●        |          | 1      | 0      | 0      |
| 1      | Дамір Джумхур (BIH)                |               |               |               |            |            |              |              |          |          | ●        |          | 1      | 0      | 0      |
| 1      | Мартон Фучович (HUN)               |               |               |               |            |            |              |              |          |          | ●        |          | 1      | 0      | 0      |
| 1      | Рішар Гаске (FRA)                  |               |               |               |            |            |              |              |          |          | ●        |          | 1      | 0      | 0      |
| 1      | Мартін Кліжан (SVK)                |               |               |               |            |            |              |              |          |          | ●        |          | 1      | 0      | 0      |
| 1      | Гаель Монфіс (FRA)                 |               |               |               |            |            |              |              |          |          | ●        |          | 1      | 0      | 0      |
| 1      | Нісіока Йосіхіто (JPN)             |               |               |               |            |            |              |              |          |          | ●        |          | 1      | 0      | 0      |
| 1      | Люка Пуй (FRA)                     |               |               |               |            |            |              |              |          |          | ●        |          | 1      | 0      | 0      |
| 1      | Жуан Соуза (POR)                   |               |               |               |            |            |              |              |          |          | ●        |          | 1      | 0      | 0      |
| 1      | Френсіс Тіафо (USA)                |               |               |               |            |            |              |              |          |          | ●        |          | 1      | 0      | 0      |
| 1      | Бернард Томіч (AUS)                |               |               |               |            |            |              |              |          |          | ●        |          | 1      | 0      | 0      |
| 1      | Стефанос Ціціпас (GRE)             |               |               |               |            |            |              |              |          |          | ●        |          | 1      | 0      | 0      |
| 1      | Міша Зверєв (GER)                  |               |               |               |            |            |              |              |          |          | ●        |          | 1      | 0      | 0      |
| 1      | Марсело Аревало (ESA)              |               |               |               |            |            |              |              |          |          |          | ●        | 0      | 1      | 0      |
| 1      | Даніеле Браччалі (ITA)             |               |               |               |            |            |              |              |          |          |          | ●        | 0      | 1      | 0      |
| 1      | Федеріко Дельбоніс (ARG)           |               |               |               |            |            |              |              |          |          |          | ●        | 0      | 1      | 0      |
| 1      | Марсело Демолінер (BRA)            |               |               |               |            |            |              |              |          |          |          | ●        | 0      | 1      | 0      |
| 1      | Джонатан Ерліх (ISR)               |               |               |               |            |            |              |              |          |          |          | ●        | 0      | 1      | 0      |
| 1      | Максімо Гонсалес (ARG)             |               |               |               |            |            |              |              |          |          |          | ●        | 0      | 1      | 0      |
| 1      | Сантьяго Гонзалес (тенісист) (MEX) |               |               |               |            |            |              |              |          |          |          | ●        | 0      | 1      | 0      |
| 1      | Ніколас Джаррі (CHI)               |               |               |               |            |            |              |              |          |          |          | ●        | 0      | 1      | 0      |
| 1      | Роман Єбави (CZE)                  |               |               |               |            |            |              |              |          |          |          | ●        | 0      | 1      | 0      |
| 1      | Равен Класен (RSA)                 |               |               |               |            |            |              |              |          |          |          | ●        | 0      | 1      | 0      |
| 1      | Остін Крайчек (USA)                |               |               |               |            |            |              |              |          |          |          | ●        | 0      | 1      | 0      |
| 1      | Роберт Ліндстедт (SWE)             |               |               |               |            |            |              |              |          |          |          | ●        | 0      | 1      | 0      |
| 1      | Ніколас Монро (USA)                |               |               |               |            |            |              |              |          |          |          | ●        | 0      | 1      | 0      |
| 1      | Кемерон Норрі (GBR)                |               |               |               |            |            |              |              |          |          |          | ●        | 0      | 1      | 0      |
| 1      | Філіпп Пецшнер (GER)               |               |               |               |            |            |              |              |          |          |          | ●        | 0      | 1      | 0      |
| 1      | Ганс Подліпнік-Кастільйо (CHI)     |               |               |               |            |            |              |              |          |          |          | ●        | 0      | 1      | 0      |
| 1      | Тім Пютц (GER)                     |               |               |               |            |            |              |              |          |          |          | ●        | 0      | 1      | 0      |
| 1      | Мігель Ангел Реєс-Варела (MEX)     |               |               |               |            |            |              |              |          |          |          | ●        | 0      | 1      | 0      |
| 1      | Артем Сітак (NZL)                  |               |               |               |            |            |              |              |          |          |          | ●        | 0      | 1      | 0      |
| 1      | Кен Скупскі (GBR)                  |               |               |               |            |            |              |              |          |          |          | ●        | 0      | 1      | 0      |
| 1      | Джон-Патрік Сміт (AUS)             |               |               |               |            |            |              |              |          |          |          | ●        | 0      | 1      | 0      |
| 1      | Майкл Вінус (тенісист) (NZL)       |               |               |               |            |            |              |              |          |          |          | ●        | 0      | 1      | 0      |
| 1      | Джексон Вітроу (USA)               |               |               |               |            |            |              |              |          |          |          | ●        | 0      | 1      | 0      |

### Титули за країнами
| Всього | Країна                     | Великий шолом | Великий шолом | Великий шолом | Фінали ATP | Фінали ATP | Masters 1000 | Masters 1000 | Tour 500 | Tour 500 | Tour 250 | Tour 250 | Всього | Всього | Всього |
| Всього | Країна                     | S             | D             | X             | S          | D          | S            | D            | S        | D        | S        | D        | S      | D      | X      |
| ------ | -------------------------- | ------------- | ------------- | ------------- | ---------- | ---------- | ------------ | ------------ | -------- | -------- | -------- | -------- | ------ | ------ | ------ |
| 17     | США (USA)                  |               | 2             |               |            | 1          | 1            | 4            |          |          | 4        | 5        | 5      | 12     | 0      |
| 15     | Хорватія (CRO)             |               | 1             | 2             |            |            |              | 1            | 2        | 1        |          | 8        | 2      | 11     | 2      |
| 15     | Велика Британія (GBR)      |               |               | 1             |            |            |              | 1            |          | 4        | 1        | 8        | 1      | 13     | 1      |
| 12     | Іспанія (ESP)              | 1             |               |               |            |            | 3            | 1            | 2        | 2        | 3        |          | 9      | 3      | 0      |
| 12     | Австрія (AUT)              |               | 1             | 1             |            |            |              | 1            |          |          | 3        | 6        | 3      | 8      | 1      |
| 9      | Франція (FRA)              |               | 1             |               |            |            |              |              |          | 1        | 5        | 2        | 5      | 4      | 0      |
| 8      | Бразилія (BRA)             |               |               |               |            |            |              | 2            |          | 4        |          | 2        | 0      | 8      | 0      |
| 8      | Аргентина (ARG)            |               |               |               |            |            | 1            |              | 2        | 1        |          | 4        | 3      | 5      | 0      |
| 8      | Італія (ITA)               |               |               |               |            |            |              |              |          |          | 6        | 2        | 6      | 2      | 0      |
| 7      | Німеччина (GER)            |               |               |               | 1          |            | 1            |              | 1        | 1        | 2        | 1        | 5      | 2      | 0      |
| 7      | Австралія (AUS)            |               |               |               |            |            |              | 1            |          | 1        | 2        | 3        | 2      | 5      | 0      |
| 6      | Росія (RUS)                |               |               |               |            |            | 1            |              | 1        |          | 4        |          | 6      | 0      | 0      |
| 5      | Нідерланди (NED)           |               |               |               |            |            |              |              |          | 1        |          | 4        | 0      | 5      | 0      |
| 4      | Сербія (SRB)               | 2             |               |               |            |            | 2            |              |          |          |          |          | 4      | 0      | 0      |
| 4      | Швейцарія (SUI)            | 1             |               |               |            |            |              |              | 2        |          | 1        |          | 4      | 0      | 0      |
| 4      | Польща (POL)               |               |               |               |            |            |              | 1            |          | 2        |          | 1        | 0      | 4      | 0      |
| 4      | Японія (JPN)               |               |               |               |            |            |              |              |          | 1        | 2        | 1        | 2      | 2      | 0      |
| 3      | Фінляндія (FIN)            |               |               |               |            |            |              | 1            |          | 1        |          | 1        | 0      | 3      | 0      |
| 3      | ПАР (RSA)                  |               |               |               |            |            |              |              | 1        |          | 1        | 1        | 2      | 1      | 0      |
| 3      | Чилі (CHI)                 |               |               |               |            |            |              |              |          | 1        |          | 2        | 0      | 3      | 0      |
| 2      | Грузія (GEO)               |               |               |               |            |            |              |              | 2        |          |          |          | 2      | 0      | 0      |
| 2      | Румунія (ROU)              |               |               |               |            |            |              |              |          | 1        |          | 1        | 0      | 2      | 0      |
| 2      | Боснія і Герцеговина (BIH) |               |               |               |            |            |              |              |          |          | 2        |          | 2      | 0      | 0      |
| 2      | Білорусь (BLR)             |               |               |               |            |            |              |              |          |          |          | 2        | 0      | 2      | 0      |
| 2      | Мексика (MEX)              |               |               |               |            |            |              |              |          |          |          | 2        | 0      | 2      | 0      |
| 2      | Нова Зеландія (NZL)        |               |               |               |            |            |              |              |          |          |          | 2        | 0      | 2      | 0      |
| 1      | Колумбія (COL)             |               |               |               |            |            |              | 1            |          |          |          |          | 0      | 1      | 0      |
| 1      | Греція (GRE)               |               |               |               |            |            |              |              |          |          | 1        |          | 1      | 0      | 0      |
| 1      | Угорщина (HUN)             |               |               |               |            |            |              |              |          |          | 1        |          | 1      | 0      | 0      |
| 1      | Португалія (POR)           |               |               |               |            |            |              |              |          |          | 1        |          | 1      | 0      | 0      |
| 1      | Словаччина (SVK)           |               |               |               |            |            |              |              |          |          | 1        |          | 1      | 0      | 0      |
| 1      | Чехія (CZE)                |               |               |               |            |            |              |              |          |          |          | 1        | 0      | 1      | 0      |
| 1      | Сальвадор (ESA)            |               |               |               |            |            |              |              |          |          |          | 1        | 0      | 1      | 0      |
| 1      | Ізраїль (ISR)              |               |               |               |            |            |              |              |          |          |          | 1        | 0      | 1      | 0      |
| 1      | Швеція (SWE)               |               |               |               |            |            |              |              |          |          |          | 1        | 0      | 1      | 0      |

## Рейтинг ATP
Нижче наведено Рейтинг ATP 20 найкращих тенісистів в одиночному та парному розрядах на кінець 2018 року.

### Одиночний розряд
| #  | Гравець                      | Пункти | Турніри |
| -- | ---------------------------- | ------ | ------- |
| 1  | Новак Джокович (SRB)         | 9,045  | 16      |
| 2  | Рафаель Надаль (ESP)         | 7,480  | 13      |
| 3  | Роджер Федерер (SUI)         | 6,020  | 16      |
| 4  | Хуан Мартін дель Потро (ARG) | 5,300  | 18      |
| 5  | Александр Зверєв (GER)       | 5,085  | 20      |
| 6  | Кевін Андерсон (RSA)         | 4,310  | 19      |
| 7  | Марин Чилич (CRO)            | 4,050  | 18      |
| 8  | Домінік Тім (AUT)            | 3,895  | 24      |
| 9  | Нішікорі Кеі (JPN)           | 3,390  | 23      |
| 10 | Джон Ізнер (USA)             | 3,155  | 22      |
| 11 | Карен Хачанов (RUS)          | 2,835  | 25      |
| 12 | Борна Чорич (CRO)            | 2,480  | 20      |
| 13 | Фабіо Фоніні (ITA)           | 2,315  | 25      |
| 14 | Кайл Едмунд (GBR)            | 2,150  | 23      |
| 15 | Стефанос Ціціпас (GRE)       | 2,095  | 30      |
| 16 | Данило Медведєв (RUS)        | 1,977  | 27      |
| 17 | Дієго Шварцман (ARG)         | 1,880  | 26      |
| 18 | Милош Раонич (CAN)           | 1,855  | 20      |
| 19 | Григор Димитров (BUL)        | 1,835  | 20      |
| 20 | Марко Чеккінато (ITA)        | 1,819  | 30      |

#### Лідери рейтингу
| Тенісист             | Від         | До          |
| -------------------- | ----------- | ----------- |
| Рафаель Надаль (ESP) | Кінець 2017 | 18 лютого   |
| Роджер Федерер (SUI) | 19 лютого   | 1 квітня    |
| Рафаель Надаль (ESP) | 2 квітня    | 13 травня   |
| Роджер Федерер (SUI) | 14 травня   | 20 травня   |
| Рафаель Надаль (ESP) | 21 травня   | 17 червня   |
| Роджер Федерер (SUI) | 18 червня   | 24 червня   |
| Рафаель Надаль (ESP) | 25 червня   | 4 листопада |
| Новак Джокович (SRB) | 5 листопада | Кінець 2018 |

### Парний розряд
| #  | Пара                                            | Пункти | Турніри |
| -- | ----------------------------------------------- | ------ | ------- |
| 1  | Олівер Марах (AUT) Мате Павич (CRO)             | 7,700  | 23      |
| 2  | Хуан Себастьян Кабаль (COL) Роберт Фара (COL)   | 5,830  | 21      |
| 3  | Лукаш Кубот (POL) Марсело Мело (BRA)            | 5,430  | 24      |
| 4  | Джеймі Маррей (GBR) Бруно Соарес (BRA)          | 4,940  | 21      |
| 5  | Майк Браян (USA) Джек Сок (USA)                 | 4,630  | 7       |
| 6  | Боб Браян (USA) Майк Браян (USA)                | 4,335  | 9       |
| 7  | Равен Класен (RSA) Майкл Вінус (NZL)            | 4,300  | 24      |
| 8  | Нікола Мектич (CRO) Александер Пея (AUT)        | 3,920  | 21      |
| 9  | П'єр-Юг Ербер (FRA) Ніколя Маю (FRA)            | 3,490  | 11      |
| 10 | Генрі Контінен (FIN) Джон Пірс (тенісист) (AUS) | 2,740  | 20      |

#### Лідери рейтингу
| Пара                                 | Від         | До          |
| ------------------------------------ | ----------- | ----------- |
| Марсело Мело (BRA)                   | Кінець 2017 | 7 січня     |
| Лукаш Кубот (POL) Марсело Мело (BRA) | 8 січня     | 29 квітня   |
| Лукаш Кубот (POL)                    | 30 квітня   | 20 травня   |
| Мате Павич (CRO)                     | 21 травня   | 15 липня    |
| Майк Браян (USA)                     | 16 липня    | Кінець 2018 |

### Покращили рейтинг
Гравці, які досягли найвищого в кар'єрі рейтингу (перші 50 місць, жирним шрифтом виділено місця з першої десятки):
Одиночний розряд
- Марин Чилич (№ 3, 29 січня)
- Андрій Рубльов (№ 31, 19 лютого)
- Аляж Бедене (№ 43, 19 лютого)
- Сем Кверрі (№ 11, 26 лютого)
- Джаред Доналдсон (№ 48, 5 березня)
- Люка Пуй (№ 10, 19 березня)
- Адріан Маннаріно[en] (№ 22, 19 березня)
- Чон Хьон (№ 19, 2 квітня)
- Тенніс Сендгрен (№ 47, 16 квітня)
- Філіп Країнович[en] (№ 26, 23 квітня)
- Дієго Шварцман (№ 11, 11 червня)
- Денис Шаповалов (№ 23, 11 червня)
- Петер Гойовчик[en] (№ 39, 25 червня)
- Дамір Джумхур (№ 23, 2 липня)
- Кевін Андерсон (№ 5, 16 липня)
- Джон Ізнер (№ 8, 16 липня)
- Максіміліан Мартерер[en] (№ 47, 23 липня)
- Френсіс Тіафо (№ 41, 30 липня)
- Хуан Мартін дель Потро (№ 3, 13 серпня)
- Стефанос Ціціпас (№ 15, 13 серпня)
- Кайл Едмунд (№ 14, 8 жовтня)
- Марко Чеккінато (№ 19, 15 жовтня)
- Алекс де Мінор (№ 31, 15 жовтня)
- Джон Міллман (№ 33, 15 жовтня)
- Меттью Ебден (№ 39, 22 жовтня)
- Душан Лайович[en] (№ 49, 22 жовтня)
- П'єр-Юг Ербер (№ 50, 22 жовтня)
- Карен Хачанов (№ 11, 5 листопада)
- Борна Чорич (№ 12, 5 листопада)
- Данило Медведєв (№ 16, 5 листопада)
- Ніколоз Басілашвілі (№ 21, 5 листопада)
- Ніколас Джаррі[en] (№ 39, 5 листопада)
- Малік Джазірі (№ 46, 5 листопада)
- Тейлор Фріц (№ 47, 5 листопада)
- Мартон Фучович (№ 36, 26 листопада)

Парний розряд
- Лукаш Кубот (№ 1, 8 січня)
- Маркус Даніелл[en] (№ 34, 29 січня)
- Ганс Подліпнік Кастільйо (№ 43, 12 лютого)
- Орасіо Себальйос (№ 28, 19 березня)
- Андрес Мольтені[en] (№ 39, 30 квітня)
- Мате Павич (№ 1, 21 травня)
- Олівер Марах (№ 2, 28 травня)
- Дівідж Шаран[en] (№ 36, 16 липня)
- Робін Гаасе[en] (№ 33, 23 липня)
- Веслі Колгоф (№ 40, 30 липня)
- Марсело Аревало (№ 45, 6 серпня)
- Матве Мідделкоп[en] (№ 30, 27 серпня)
- Джек Сок (№ 2, 10 вересня)
- Артем Сітак[en] (№ 32, 10 вересня)
- Максімо Гонсалес[en] (№ 41, 10 вересня)
- Жуан Соуза[en] (№ 44, 8 жовтня)
- Роман Єбави[en] (№ 46 8 жовтня)
- Ян-Леннард Штруфф[en] (№ 21, 22 жовтня)
- Франко Шкугор[en] (№ 26, 29 жовтня)
- Джо Солсбері (№ 30, 29 жовтня)
- Ніл Скупскі (№ 34, 29 жовтня)
- Остін Крайчек (№ 43, 29 жовтня)
- Ніколас Джаррі[en] (№ 48, 29 жовтня)
- Хуан Себастьян Кабаль (№ 5, 5 листопада)
- Роберт Фара (№ 5, 5 листопада)
- Нікола Мектич (№ 11, 5 листопада)
- Бен Маклахлан[en] (№ 18, 5 листопада)

### Нарахування очок
| Категорія                     | W                     | F                    | ПФ                  | ЧФ                                                                                            | R16                                                                                           | R32                                                                                           | R64                                                                                           | R128                                                                                          | Q                                                                                             | К3р                                                                                           | К2р                                                                                           | К1р                                                                                           |
| Турніри Великого шлему (128S) | 2000                  | 1200                 | 720                 | 360                                                                                           | 180                                                                                           | 90                                                                                            | 45                                                                                            | 10                                                                                            | 25                                                                                            | 16                                                                                            | 8                                                                                             | 0                                                                                             |
| Фінал ATP (8S/8D)             | 1500 (max) 1100 (min) | 1000 (max) 600 (min) | 600 (max) 200 (min) | 200 за перемогу в круговому турнірі, +400 за перемогу в півфіналі, +500 за перемогу у фіналі. | 200 за перемогу в круговому турнірі, +400 за перемогу в півфіналі, +500 за перемогу у фіналі. | 200 за перемогу в круговому турнірі, +400 за перемогу в півфіналі, +500 за перемогу у фіналі. | 200 за перемогу в круговому турнірі, +400 за перемогу в півфіналі, +500 за перемогу у фіналі. | 200 за перемогу в круговому турнірі, +400 за перемогу в півфіналі, +500 за перемогу у фіналі. | 200 за перемогу в круговому турнірі, +400 за перемогу в півфіналі, +500 за перемогу у фіналі. | 200 за перемогу в круговому турнірі, +400 за перемогу в півфіналі, +500 за перемогу у фіналі. | 200 за перемогу в круговому турнірі, +400 за перемогу в півфіналі, +500 за перемогу у фіналі. | 200 за перемогу в круговому турнірі, +400 за перемогу в півфіналі, +500 за перемогу у фіналі. |
| Тур ATP Мастерс (96S)         | 1000                  | 600                  | 360                 | 180                                                                                           | 90                                                                                            | 45                                                                                            | 25                                                                                            | 10                                                                                            | 16                                                                                            | –                                                                                             | 8                                                                                             | 0                                                                                             |
| Тур ATP Мастерс (56S/48S)     | 1000                  | 600                  | 360                 | 180                                                                                           | 90                                                                                            | 45                                                                                            | 10                                                                                            | –                                                                                             | 25                                                                                            | –                                                                                             | 16                                                                                            | 0                                                                                             |
| Тур ATP 500 (48S)             | 500                   | 300                  | 180                 | 90                                                                                            | 45                                                                                            | 20                                                                                            | 0                                                                                             | –                                                                                             | 10                                                                                            | –                                                                                             | 4                                                                                             | 0                                                                                             |
| Тур ATP 500 (32S)             | 500                   | 300                  | 180                 | 90                                                                                            | 45                                                                                            | 0                                                                                             | –                                                                                             | –                                                                                             | 20                                                                                            | –                                                                                             | 10                                                                                            | 0                                                                                             |
| Тур ATP 250 (48S)             | 250                   | 150                  | 90                  | 45                                                                                            | 20                                                                                            | 10                                                                                            | 0                                                                                             | –                                                                                             | 5                                                                                             | –                                                                                             | 3                                                                                             | 0                                                                                             |
| Тур ATP 250 (32S/28S)         | 250                   | 150                  | 90                  | 45                                                                                            | 20                                                                                            | 0                                                                                             | –                                                                                             | –                                                                                             | 12                                                                                            | –                                                                                             | 6                                                                                             | 0                                                                                             |

## Закінчили кар'єру
- Жульєн Беннето
- Алехандро Фалья
- Сем Грот
- Томмі Гаас
- Скотт Ліпскі
- Марінко Матосевич
- Флоріан Маєр (тенісист)
- Максим Мирний
- Жіль Мюллер
- Деніел Нестор
- Андре Са
- Адріан Унгур
- Михайло Южний